# Новокосино
Новокосино́ (другие варианты — Ново-Косино и Новое Косино) — район в городе Москве, расположенный в Восточном административном округе, а также одноимённое внутригородское муниципальное образование. Район занимает территорию в 340 гектаров.
Был отстроен на месте деревни Крутицы, расположенной по обе стороны Носовихинского шоссе, известной с 1576—1578 годов, земля которой принадлежала царю Алексею Михайловичу Романову — отцу Петра I, и дачного посёлка Новое Косино. Застройка района началась в 1986 году с присоединением деревни Косино к Москве.
Район является одним из самых густонаселённых в Москве, при площади территории в 340 гектаров плотность населения составляет 29790,56 чел./км2. Нынешним главой управы района Новокосино является Алпатов Александр Леонидович, руководителем внутригородского муниципального образования Новокосино — Семенова Светлана Вячеславовна.
7 декабря 2007 года начал работу консультативный орган по вопросам молодёжной политики в районе Новокосино Молодёжная общественная палата при муниципальном Собрании внутригородского муниципального образования Новокосино в Москве. С 1998 года в районе Новокосино издается бесплатная информационная газета «Новокосино. Вестник управы района». С октября 2008 года — бесплатная молодёжная информационная газета «Новокосинская юность».
«Детская музыкальная школа имени Йозефа Гайдна» была открыта в мае 1945 года, за несколько дней до окончания Великой Отечественной войны, при совхозе «Люберецкие поля орошения».
30 августа 2012 года в районе была открыта станция метро «Новокосино». Со станции можно попасть на Носовихинское шоссе, Новокосинскую, Суздальскую и Городецкую улицы в Москве и Южную улицу, улицу Котовского в Реутов. Рядом находится стоянка для индивидуального автотранспорта.
Небольшая часть территории Салтыковского лесопарка находится в районе Новокосино рядом с владением 33 по улице Салтыковская, названа Новокосинским парком в честь района. В районе действует Храм всех Святых в земле Российской просиявших в Новокосине.
В сентябре 2018 года открылась Фестивальная площадка на Городецком бульваре — общественное пространство, предназначенное для проведения массовых мероприятий в рамках городских фестивалей «Московские сезоны».
Район расположен рядом с Салтыковскими прудами и Косинскими озерами, в его черте протекают реки Банная канава, Никольская канава, Косинский ручей, располагаются водоёмы Салтыковский пруд, Новокосинский пруд, Пожарный пруд.
Обслуживанием жилищного фонда занимаются следующие организации: ООО «Управляющая Компания ГБУ „Жилищник района Новокосино“» — Суздальская ул., д. 34а, ООО УК «Новокосино» — Новокосинская ул., д. 27. 
В районе находится 11 общеобразовательных школ, 4 из которых получили статус центра образования Два детских сада, № 2053, № 2092 Функционирую 4 спортивные организации: Спортивный комплекс «Надежда», Спортивный комплекс «Олимп», ДЮСШ «Снежные Барсы», ДЮСШОР «Трудовые резервы 2 отделение»  В районе находятся три библиотеки, две из которых являются детскими. Это детская библиотека № 7, детская библиотека № 33 и библиотека № 130 
Официальным символом района является его флаг, был утверждён 14 декабря 2004 года, как флаг муниципального образования Новокосино, и переутверждён 3 февраля 2015 года флагом муниципального округа Новокосино
Район обслуживается филиалом «Восточный» ГУП «Мосгортранс» и частными перевозчиками, работающими по единому тарифному меню г. Москвы

## Общие сведения и расположение

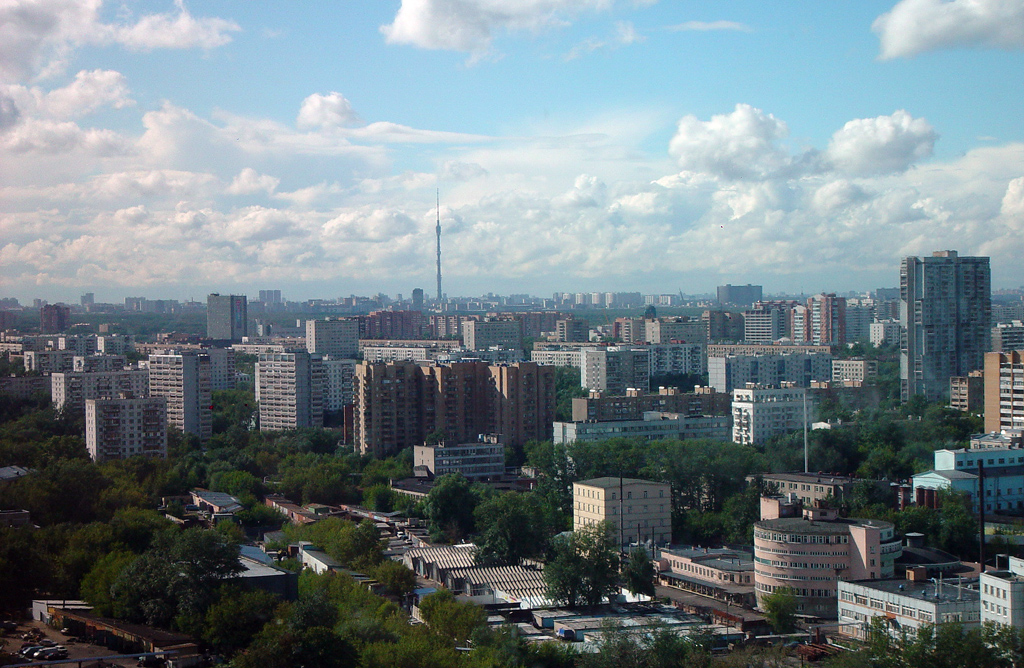
Восточный административный округ

Новокосино находится в Восточном административном округе, на востоке Москвы за МКАД. На территории района располагается Носовихинское шоссе, Николо-Архангельский проезд, Суздальский проезд и 6 улиц — Городецкая, Николая Старостина, Галины Вишневской, Новокосинская, Салтыковская и Суздальская. Новокосино полностью располагается за пределами Московской кольцевой автомобильной дороги, с которой район соединён в двух местах: через Носовихинское шоссе и улицу Николая Старостина. На севере района, за Носовихинским шоссе, располагается город Реутов. На юге находится район Косино-Ухтомский. На востоке расположен жилой городок Мирской проезд (Балашиха), Салтыковский лесопарк, а за ним — микрорайон Кожухово. На западе, за МКАД, находится район Вешняки.

## История

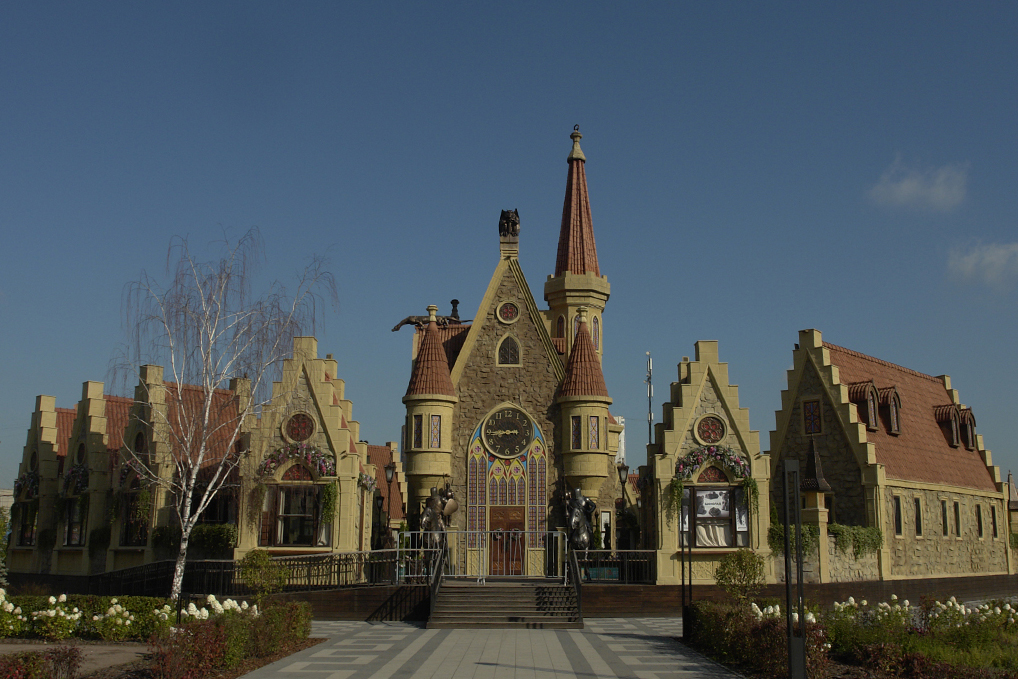
Фестивальная площадка на Городецком бульваре

Современное Новокосино располагается в основном на территории дачного поселка Новокосино (Новое-Косино), который размещался на большей части современных 1-го и 3-го микрорайонов Новокосино. Он появился в середине XIX века, когда осушили болота рядом с селом. Дачный посёлок был преимущественно в сосновом бору. Дачи там, по воспоминаниям старожилов, были одна красивее другой. В настоящее время о дачном поселке напоминают лишь несколько оставшихся частных домов на пересечении улиц Николая Старостина и Большой Косинской.

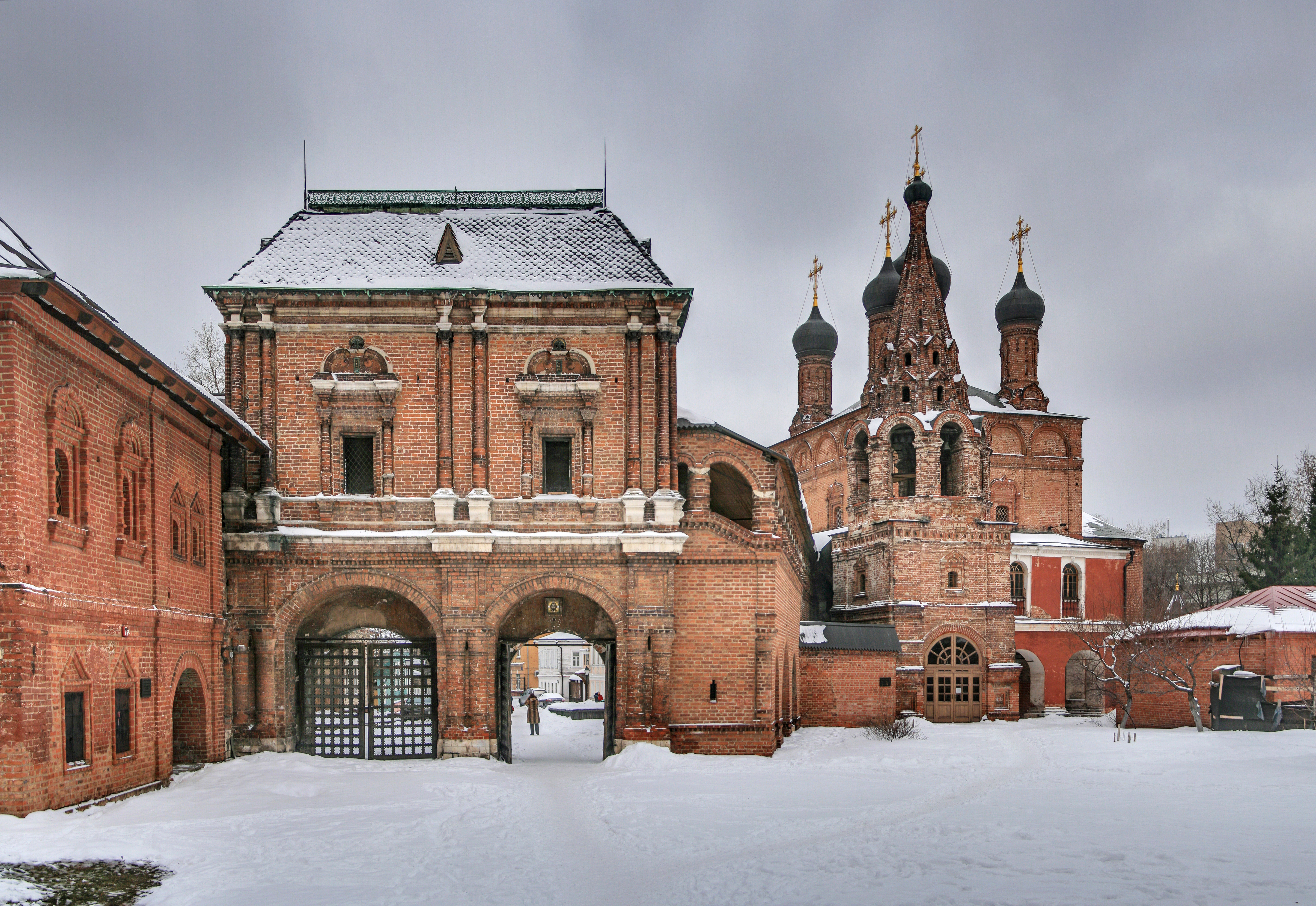
Крутицкое подворье

Также небольшая часть Новокосино в районе улиц Суздальская, Городецкой и Носовихинским шоссе расположена на территории деревни Крутицы, известной с 1576—1578 годов, земля принадлежала царю Алексею Михайловичу Романову — отцу Петра I. Деревня была расположена вдоль Носовихинского шоссе по обе стороны. В ней было не менее 55 домов. В то время, она входила в «Васильцев стан». В Писцовой книге за 1576—1578 годы имеется упоминание о деревне Крутицы и «пустоши Пищалниково». Согласно одной из версий деревня была заложена, как подсобное хозяйство древнейшего мужского «Крутицкого монастыря». От него и получила своё название. Другая версия гласит, что несколько веков назад из Крутицкого монастыря за непослушание были изгнаны пять монахов. На новом месте они образовали поселение, названное Крутицами. Одного из монахов звали Гаврила Чухляй от него и пошли фамилии первых жителей деревни: Чухляевы и Гаврилины.
В Васильцеве же стану за владыко, за Крутицким: Деревня Крутицы, пуста: пашни пер. худ. Земли 30 чети в поле, в дву потомут сеня 10 коп.
На территории между магазином «Лента» и развлекательным комплексом «12 стульев» на месте гаражного комплекса «Южный-2» находился пруд, где водились караси. От выхода из метро «Новокосино» со стороны «Макдональдса» до центра бывшей деревни, было всего 400 метров. Деревню снесли при расширении Носовихинского шоссе в 1981 году, приблизительный возраст Крутиц составлял четыре века. До 1960 года шоссе назвалось Муромской дорогой, а местные называли его Крутицкой дорогой, но после появления МКАД, стали называть Носовихинским шоссе. Все оставшиеся постройки вошли в состав Реутова в 1969 году. Ныне о деревне Крутицы напоминают одноимённый магазин, расположенный в центре района, и спутниковая навигация. Согласно поверью, название деревни Крутицы произошло от прозвища бабки Крутилихи, ведьмы, в чьих подземных сундуках хранились ветры. Район известен своими сильными ветрами и снежными вихрями.

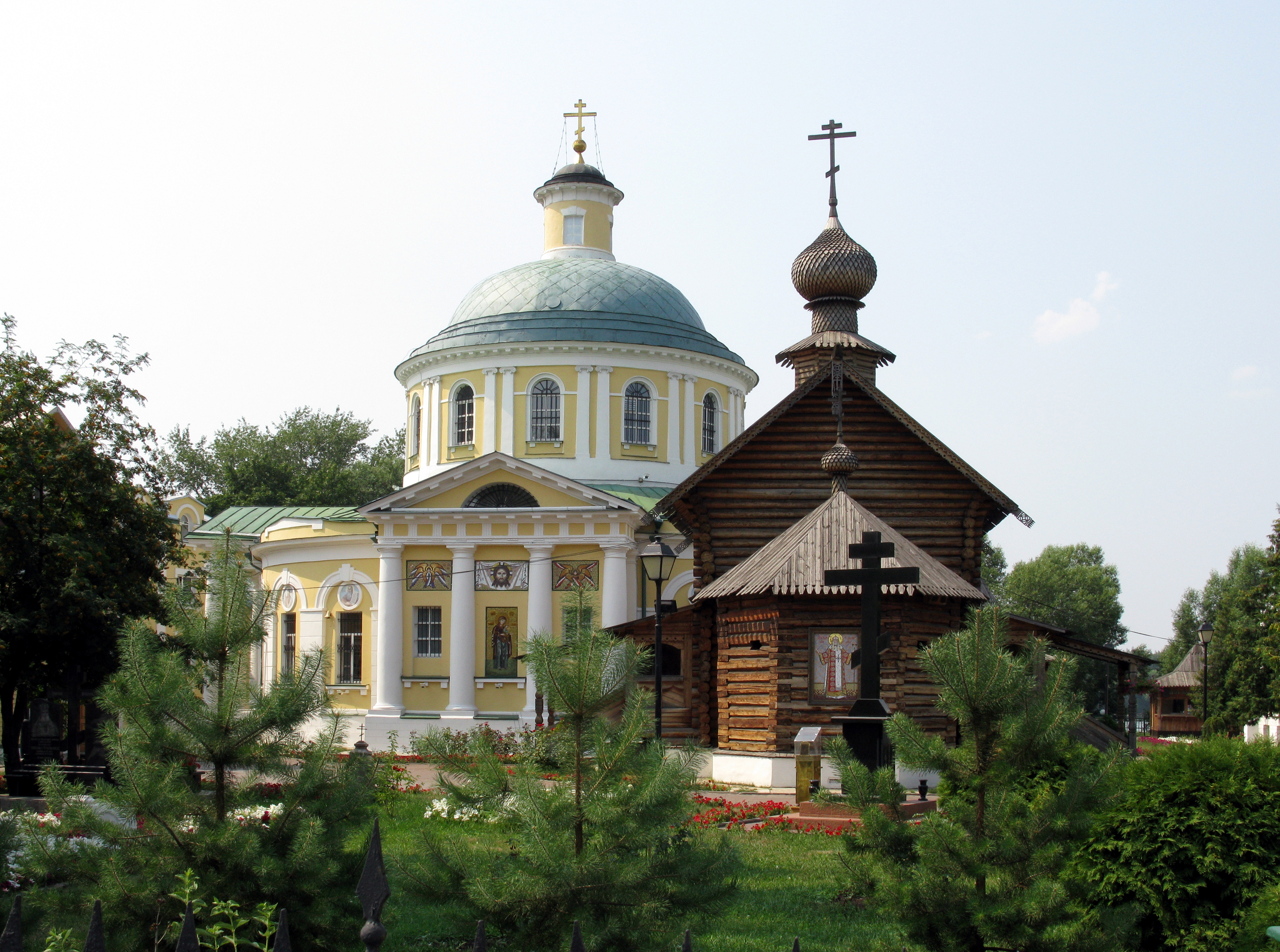
Храмовый комплекс в Косино

В советское время на территории района существовал совхоз, который занимался разведением кур, свиней и коров, а также выращиванием кукурузы и подсолнечника. Застройка района началась в 1986 году с Городецкой улицы об этом гласит памятная табличка на доме номер 8. Через район с севера на юго-восток протекала небольшая речка Банная Канава, которая при застройке была помещена в коллектор, под землю. Сейчас эта речка выходит в открытое русло только в районе Салтыковского лесопарка. На месте совхоза и полей появились улицы: Суздальская, Новокосинская, Салтыковская и Николая Старостина. Название «Новокосино» появилось благодаря одноименному дачному поселку. Но также бытует мнение, что название произошло от стоящего рядом поселка Косино, ввиду территориального соседства. Известно, что уже в 2009 году на территории Салтыковского лесопарка было Кладбище домашних животных.

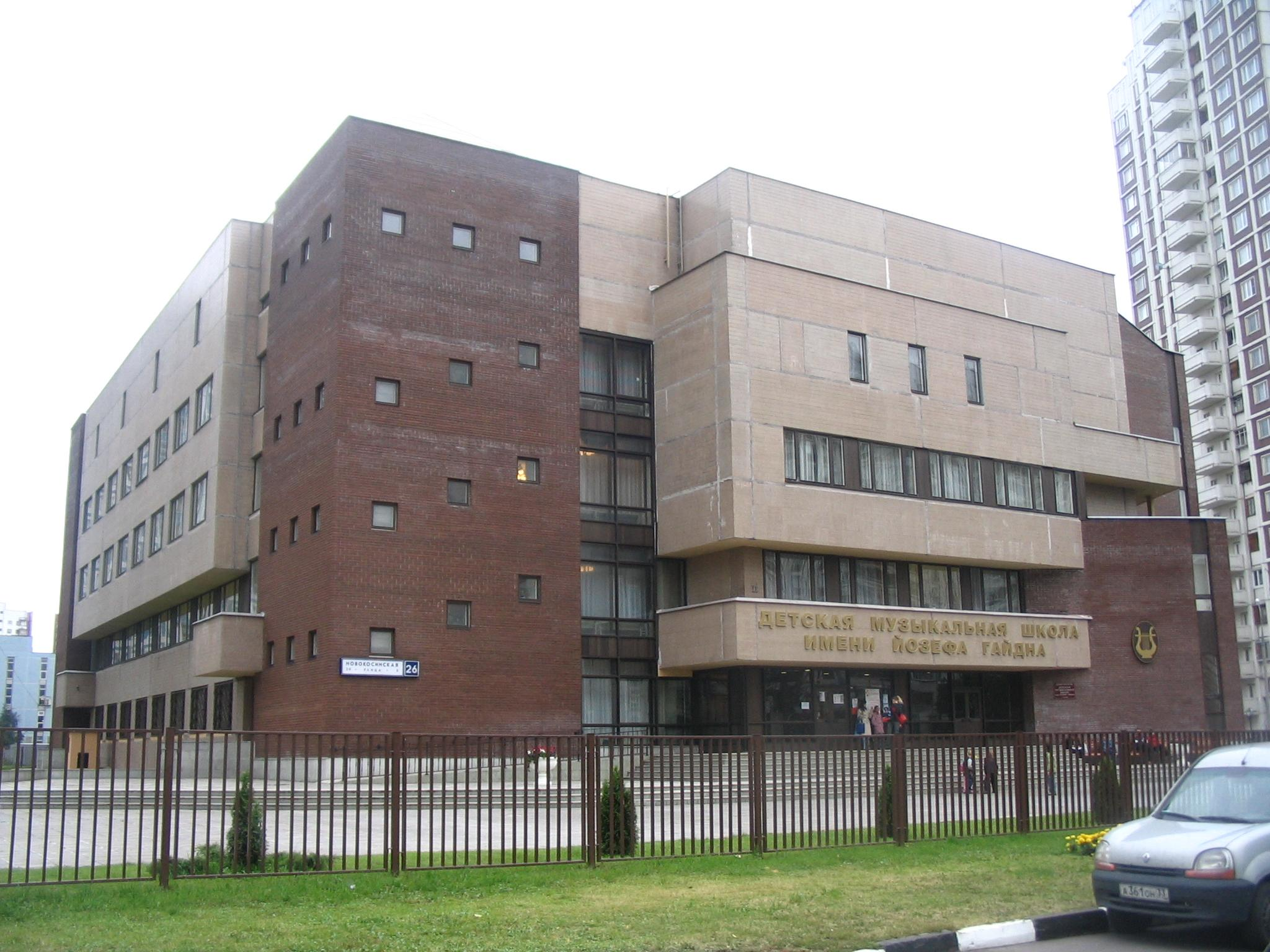
Детская музыкальная школа имени Йозефа Гайдна

В 2001 году в Новокосино было открыто новое здание музыкальной школы, основанной в мае 1945 года за несколько дней до окончания Великой Отечественной войны. В советское время школе были переданы здания церкви, где проводились реставрационные работы, длившиеся с 1978 до 1983 года. На открытии присутствовали все члены Правительства города Москвы во главе с мэром Юрием Лужковым. Своё почетное имя «Детская музыкальная школа им. Й. Гайдна» получила в 2004 году.. В 2005 году школа за большой вклад в развитии музыкального образования и эстетического воспитания детей и в связи с 60-летием со дня основания была удостоена Благодарности Мэра Москвы. В 2018 году школа стала победителем Общероссийского конкурса «50 лучших детских школ искусств»! В 2019 в школе был произведён ремонт, появилась новая мебель и техника, а вместе с ними b новые музыкальные инструменты. Во время ремонта заменили полы, провели отделку стен, починили крышу.

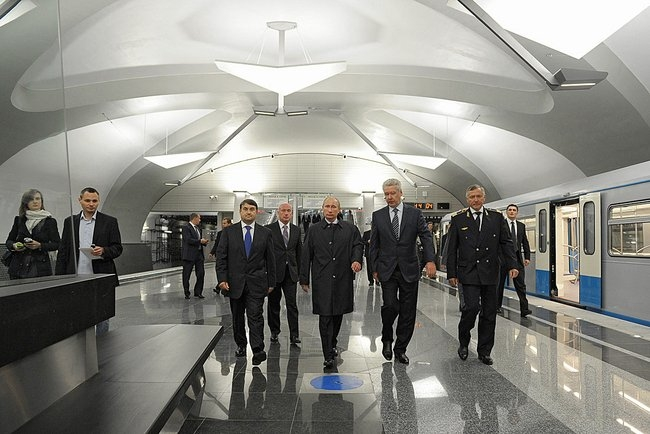
Владимир Путин, Сергей Собянин на открытии станции 12 августа 2012 года.

С 1960 годов, еще во время существования деревни Крутицы и дачного посёлка Новокосино, планировали построить метро в Реутово, до 1989 года когда уже начали застройку нового района Новокосино. В 2001 году появился проект по созданию лёгкого метро в Новокосино, он предполагал строительство станций «Новогиреево», «Кетчерская», «Суздальская», «Городецкая», станцию на Носовихинском шоссе и «Николо-Архангельская», но в связи с установлением приоритета строительства линий классического метро над строительством линий лёгкого метро, московские власти вернулись к проекту продления Калининской линии в Новокосино. В 2007 вышло постановление правительства Москвы № 961-ПП, были начаты проектные работы, планировалось ввести станцию Новокосино в эксплуатацию в 2011 году. Открытие станции состоялось 30 августа 2012 года В мероприятии принял участие президент России Владимир Путин и мэр Москвы Сергей Собянин.

## Гидрография

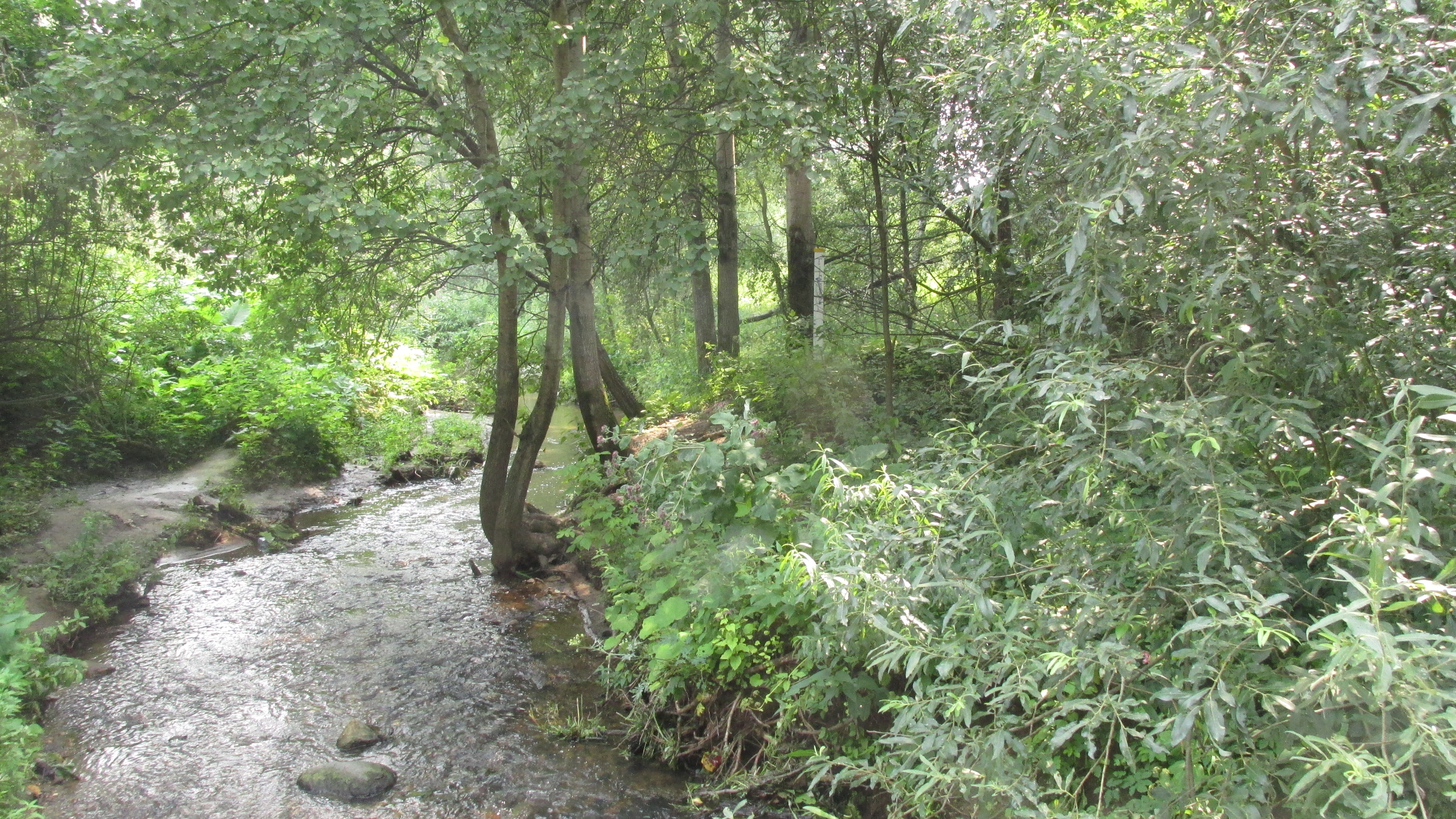
Руднёвка

Банная канава — левый приток реки Руднёвки, длинной около 4 километров. Исток реки находится близ города Реутов, она течет с севера на юго-восток по подземному коллектору и выходит в открытое русло на территории Салтыковского лесопарка, где соединяется с рекой Руднёвкой. Название речки происходит от древнерусского слова «баня», то есть — тёплый источник. Первоначально, именовавшаяся «Банной рекой», она обеспечивала водой озеро Святое, Салтыковское и Косинское лесничества. Вода использовалась для орошения засушливых участков и создания противопожарных водоемов.

Новокосинский пруд

Новокосинский (Суздальский) пруд — округлый, диаметром 95-115 метров с узким заливом в бассейне реки Нищенки, вблизи её водораздела с рекой Пехоркой в ложбине верхнего течения Косинского ручья. Считается, что появился во второй половине XX в. Однако на карте 1952 года пруд уже существует. Это был небольшой водоём с ручьём, впадавшим в Чёрное озеро. Строительство МКАД, улиц Николая Старостина и Суздальской фрагментировали его, для застройки района жилыми домами пруд осушили, при этом ручей был утрачен. Примерно тогда же в котловане вновь появилась вода. Южная часть пруда была сформирована к началу XXI века. В 2009—2010 годах, северную часть засыпали и на ней возвели Храм Всех святых в Земле Российской просиявших. В процессе строительства «Храма во имя Всех Святых, в Земле Российской Просиявших», был засыпан северный угол пруда. Территория вокруг пруда обустроена пешеходными дорожками, фонарями и огорождениями.

Салтыковский пруд

Салтыковский пруд — естественный водоём, образовывавшийся в овраге, наполнявшийся водой из протекающих рядом Банной канавы и Никольской канавы (приток Чечеры), подземных вод и осадков, расширенный и углублённый в XX и XXI веке. Расположен в районе Новокосино у дома 31 на улице Салтыковская в Салтыковском лесопарке. В конце 90-х на пруду появился экскаватор и пруд расширили и углубили, после чего из него ушла вода.
В 2014 территория вокруг пруда представляла собой неухоженную зону, в связи с чем проводился опрос среди жителей района Новокосино о планах реконструкции зоны. Работы по благоустройству пруда начались в мае 2021 года. В октябре 2021 года завершились работы по благоустройству пруда и прилегающей территории.

Новокосинский пруд и Косинский ручей вытекающий через трубу

Косинский ручей — маленькая река в Москве, левый приток Чурилихи (Пономарки), частично протекает в открытом русле. Название дал Ю. А. Насимович в честь Косинских озёр. Ручей протекает по Косино, пополняет водой Косинские озера, начинался двумя ложбинами весеннего стока, в 1,2 км к северо-северо-востоку и в 0,9 км к северо-востоку от Чёрного озера, при застройке района верховья ручья были уничтожены, а вода пущена по конаве, где получила постоянное русло. Протекает далее через болото севернее Чёрного озера, затем через Чёрное и Белое озёра. Основной водоток в XX веке пущен в обход Белого озера, хотя и исходный водоток тоже сохранился. Далее ручей в коллекторе, впадает в Чурилиху (Пономарку) около Северного Выхинского пруда. Протекает по территории района Новокосино, одна его часть течет по трубе связанной с Новокосинским прудом, а другую можно увидеть через дорогу от этого водоёма.

## Парки, скверы и общественные пространства
В районе Новокосино нет крупных парков, но располагаются несколько общественных рекреационных зон.

Суздальский пруд, район Новокосино

Территория вокруг Суздальского пруда — благоустроенная зона вокруг округлого водоема, занимающего площадь 1,97 Га. Пруд располагается вблизи владений 8-10 по улице Суздальская. К северному берегу пруда плотно прилегает территория храма — Церкви Всех святых, в Земле российской просиявших. Долгое время территория вокруг пруда была местом неорганизованного отдыха. В 2019 году она была благоустроена (проект благоустройства был подготовлен в 2018 году). Работы проходили в несколько этапов и заняли около 4 месяцев. В процессе очистки вода из пруда была полностью откачана и заменена чистой, берега — укреплены габионами. На территории проложили новую дорожно-тропиночную сеть, обустроили смотровые площадки у воды.

Новокосинский парк

Территория Салтыковского лесопарка (Новокосинский парк) — небольшая его часть находится в районе Новокосино рядом с владением 33 по улице Салтыковская. По состоянию на конец 2019 года территория была замусорена, а прилегающий к жилым домам участок не пригоден для прогулок. Префектура ВАО планировала начать работы по благоустройству этой части лесопарка весной-летом 2020 года, но из-за пандемии коронавируса они были отложены. Детали благоустройства обсуждались на общественных встречах с жителями района. Благоустройство части Салтыковского лесопарка по программе «Мой район» прошло в 2021 году. Там обустроили игровую детскую зону, памп-трек и скейт-парк, спортивную площадку с тренажерами, сделали пикниковые точки. В ходе работ был реабилитирован Салтыковский пруд и обновлена площадка для выгула собак. Название для зоны отдыха выбрали жители района Новокосино путём голосования на портале «Активный гражданин»: большинство голосов получил вариант «Новокосинский парк» (48 %).

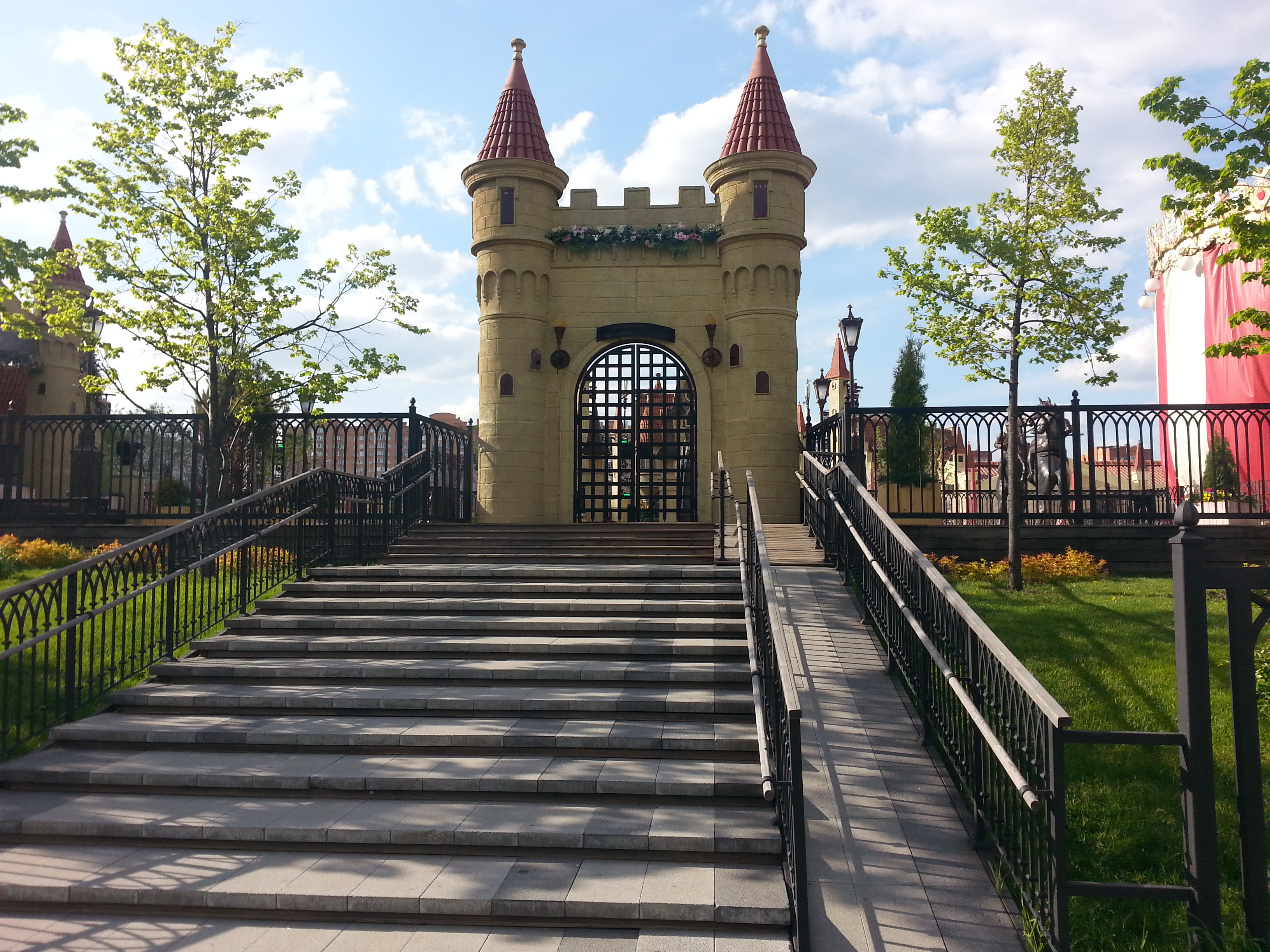
Фестивальная площадка на Городецком бульваре, район Новокосино

Фестивальная площадка на Городецком бульваре — общественное пространство, предназначенное для проведения массовых мероприятий в рамках городских фестивалей «Московские сезоны». Площадка появилась на Городецком бульваре в ответ на просьбу местных жителей о реконструкции бульвара. Открытое голосование о форме преобразования бульвара предложил провести мэр Москвы Сергей Собянин в ходе визита в район Новокосино 16 мая 2018 года. Строительные работы были завершены за два месяца, и площадка открылась в сентябре 2018 года. Стиль оформления площадки напоминает купеческую ярмарку. На территории площадки разместились регулярные парковые элементы, а также шале для мастер-классов и детская карусель. Летом 2019 года на территории фестивальной площадки открылась круглогодичная межрегиональная ярмарка. Начиная с марта 2020 года, площадка закрыта из-за пандемии коронавируса. Массовые мероприятия на площадке возобновились в 2021 году: прошли фестивали «Цветочный джем» и «Путешествие в Рождество».

## Население
| 2002     | 2010     | 2011     | 2012     | 2013     | 2014     | 2015     |
| -------- | -------- | -------- | -------- | -------- | -------- | -------- |
| 97 927   | ↗103 765 | ↗103 915 | ↗104 418 | ↗105 206 | ↗106 056 | ↗106 388 |
| 2016     | 2017     | 2018     | 2019     | 2020     | 2021     | 2023     |
| ↗106 847 | ↗106 931 | ↗107 646 | ↗107 907 | ↗108 204 | ↘106 668 | ↘106 320 |
| 2024     |          |          |          |          |          |          |
| ↗107 461 |          |          |          |          |          |          |

Новокосино является вторым по плотности населения районом Москвы (после района Зябликово): при площади территории в 360 гектаров плотность населения составляет 29850.28 чел./км².

### Национальный состав
По итогам переписи населения 2020 года проживали следующие национальности (национальности менее 0,1 % и другое, см. в сноске к строке «Другие»):
| Национальность | Численность, чел. | Доля     |
| -------------- | ----------------- | -------- |
| Русские        | 74 630            | 69,96 %  |
| Татары         | 849               | 0,80 %   |
| Армяне         | 466               | 0,44 %   |
| Украинцы       | 261               | 0,24 %   |
| Азербайджанцы  | 185               | 0,17 %   |
| Таджики        | 137               | 0,13 %   |
| Узбеки         | 134               | 0,13 %   |
| Другие         | 30 006            | 28,13 %  |
| Итого          | 106 668           | 100,00 % |

## Администрация

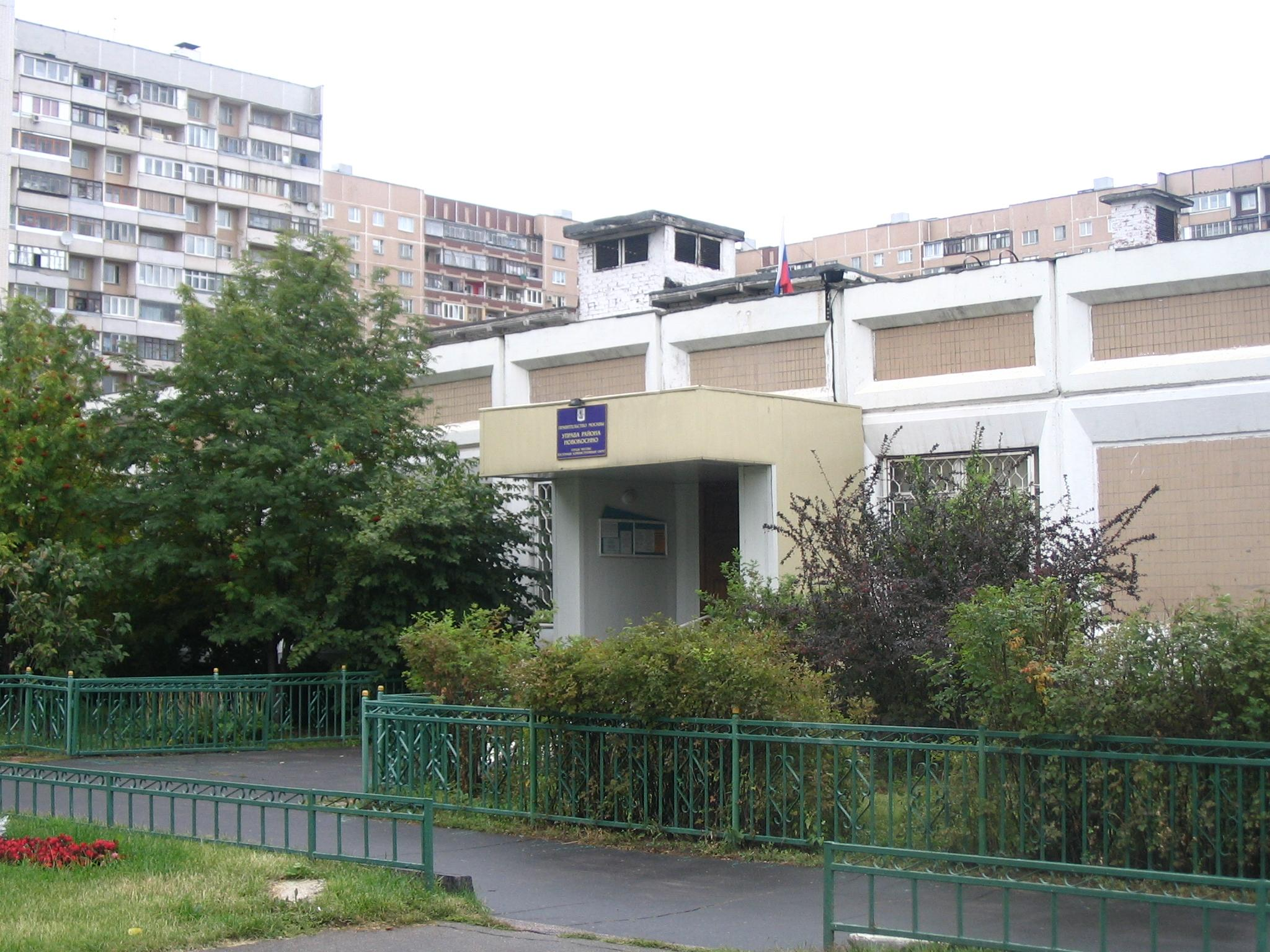
Здание управы Новокосино

Нынешним главой управы района Новокосино является Алпатов Александр Леонидович, руководителем внутригородского муниципального образования Новокосино — Семенова Светлана Вячеславовна..

## Общественные организации
Молодёжные организации
Постоянно действующим консультативным органом по вопросам молодёжной политики в районе Новокосино является Молодёжная общественная палата при муниципальном Собрании внутригородского муниципального образования Новокосино в Москве, которая начала свою работу 7 декабря 2007 года. Число членов Молодёжной общественной палаты Новокосина — 12 человек по числу депутатов муниципального Собрания. В Молодёжной общественной палате Новокосина действуют три комиссии: по спортивной работе с молодёжью, по досуговой работе с молодёжью, по информированию. Местонахождение Молодёжной общественной палаты Новокосина — муниципалитет Новокосино.
Средства массовой информации
С 1998 года в районе Новокосино издается бесплатная информационная газета «НОВОКОСИНО. Вестник управы района».
С октября 2008 года — бесплатная молодёжная информационная газета «Новокосинская юность».
Также в районе распространяются несколько рекламных изданий.

## Службы жилищно-коммунального хозяйства
Обслуживанием (эксплуатацией) жилищного фонда занимаются следующие организации:
- ООО «Управляющая Компания ГБУ „Жилищник района Новокосино“» — Суздальская ул., д. 34а
- ООО УК «Новокосино» — Новокосинская ул., д. 27

Галерея

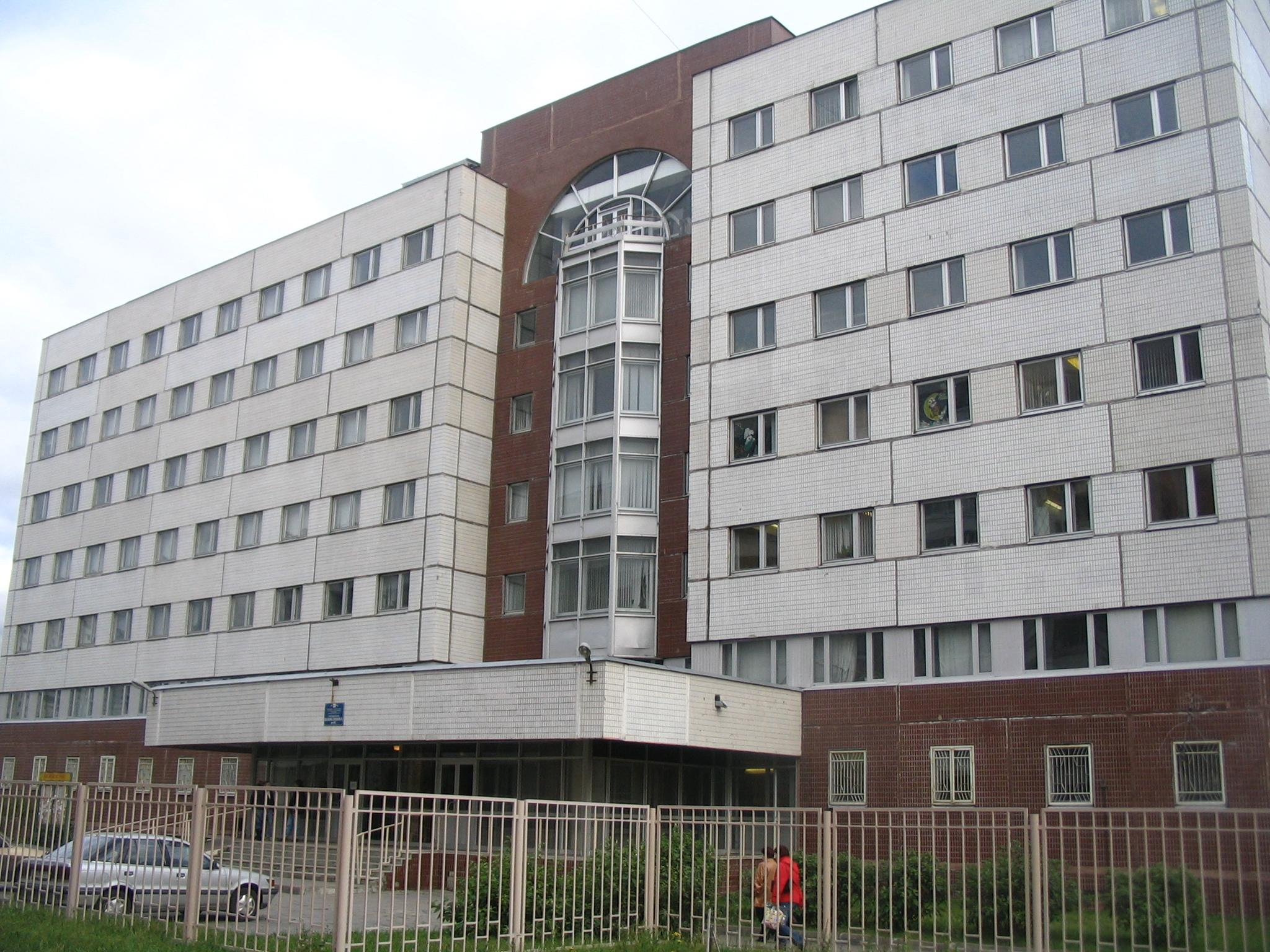
Поликлиника № 66
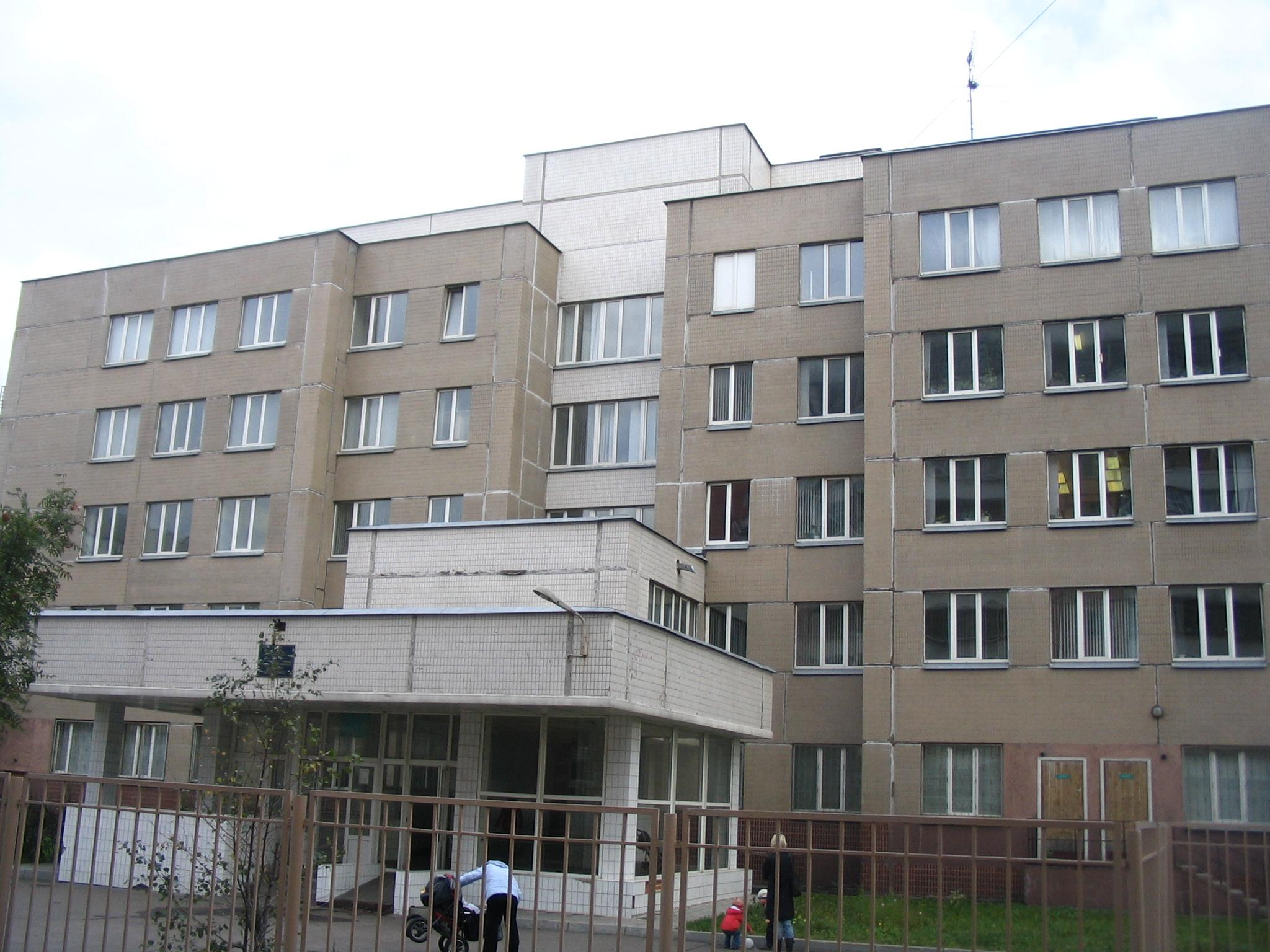
Детская поликлиника № 120, филиал №5
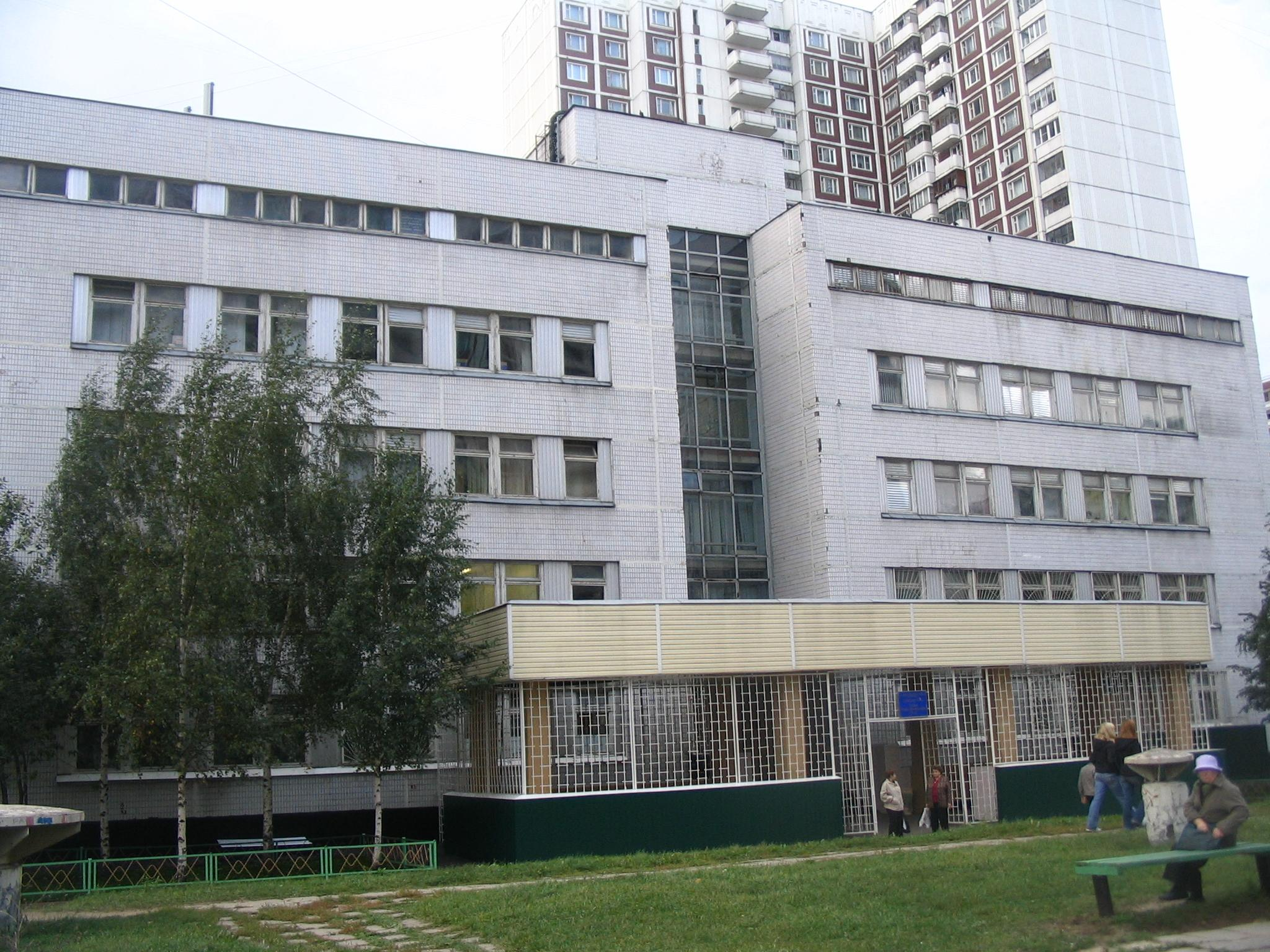
Детская поликлиника № 137
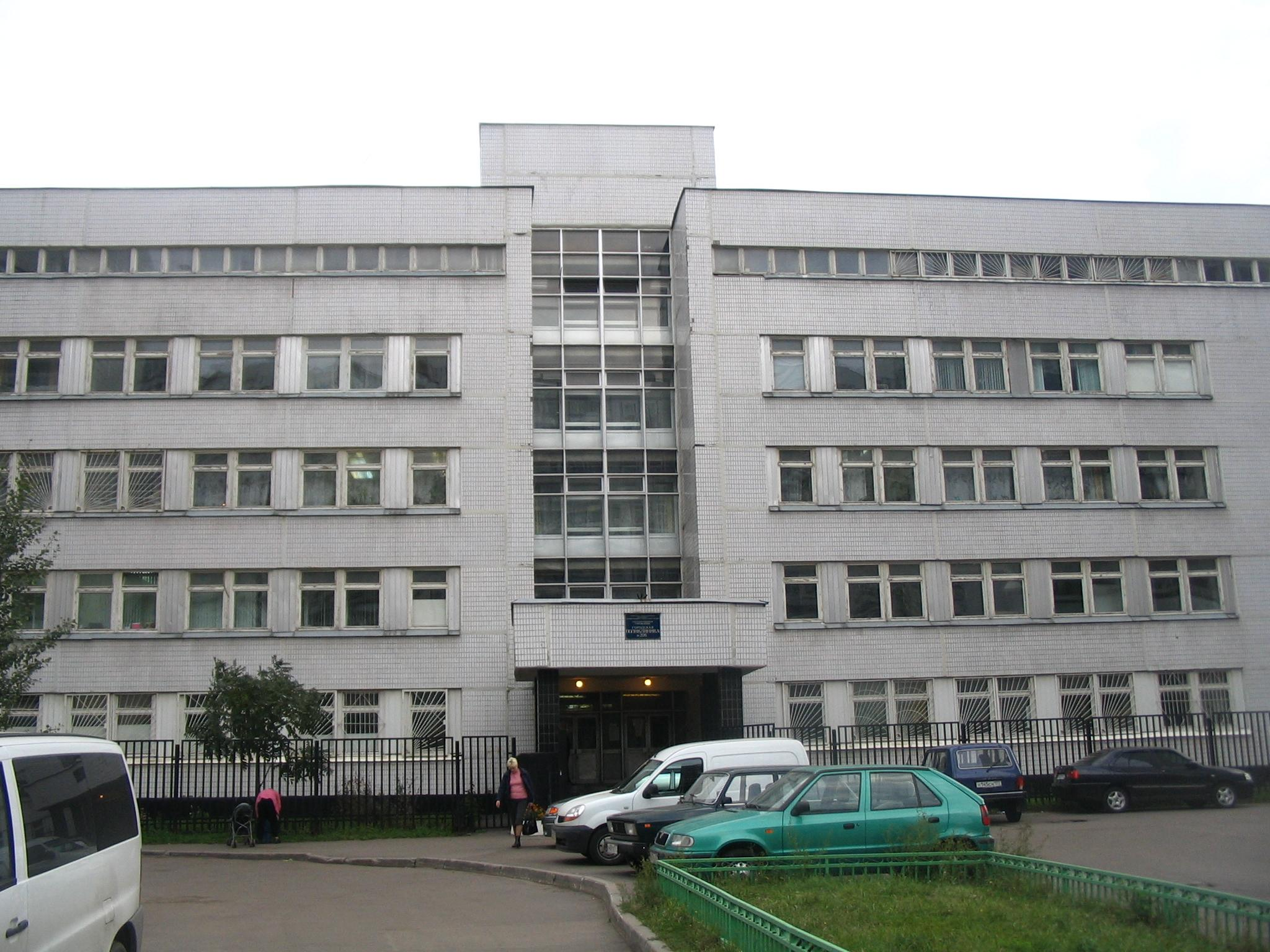
Поликлиника № 206

## Образование
Школы
В районе находится 11 общеобразовательных школ, 4 из которых получили статус центра образования:
- Центр образования № 1048
- Школа № 1200 с углублённым изучением английского языка
- Школа № 1351 с углублённым изучением информатики
- Гимназия № 1591 (корпуса 1, 2 и 3)
- Школа № 1914
- Третий корпус школы № 2127
- Центр образования № 1925 с гимназическими и профильными классами
- Центр образования № 1926
- Центр образования № 1927
- Колледж музыкально-театрального искусства имени Галины Вишневской № 61

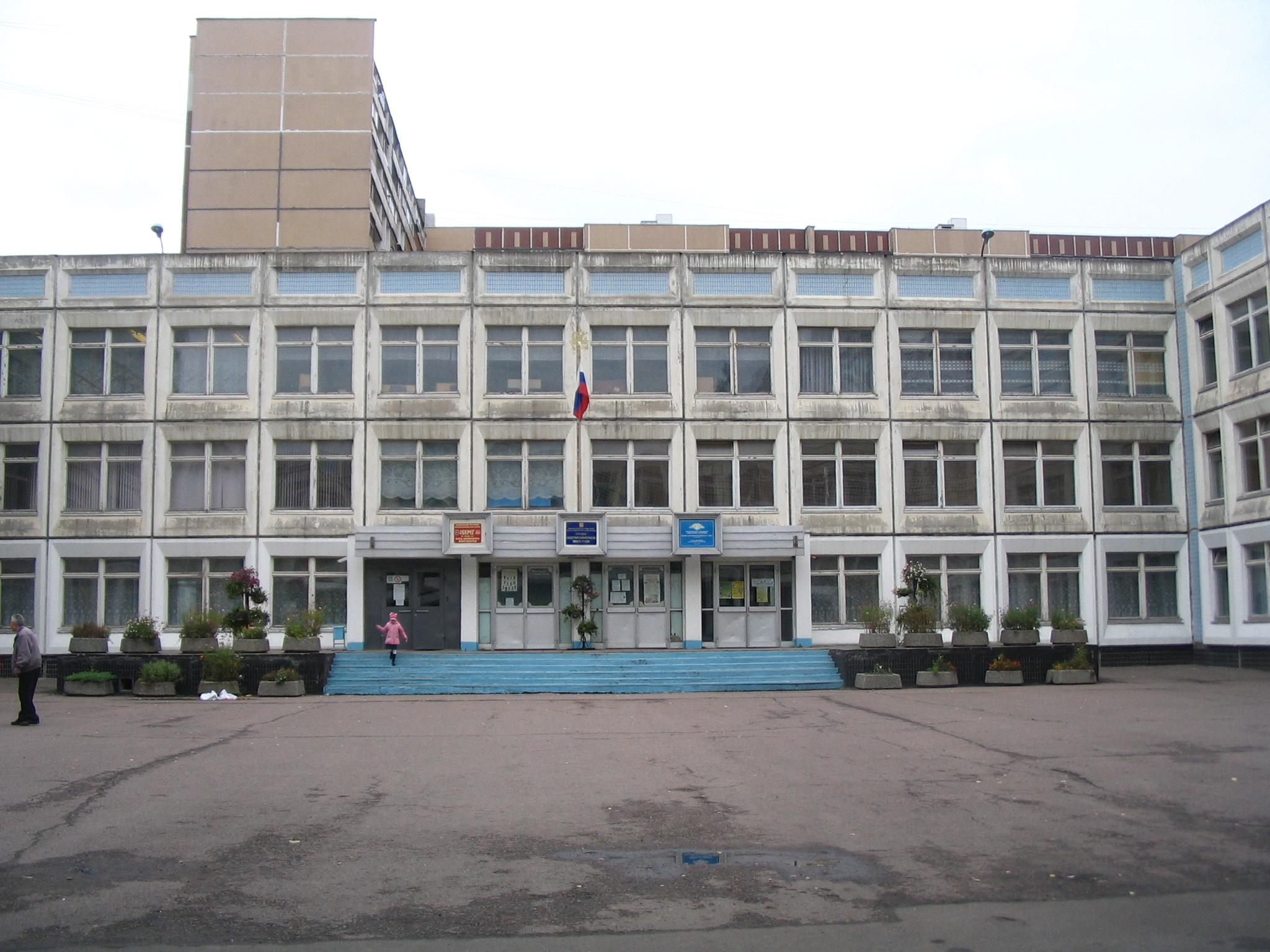
ГБОУ "Школа №1591", Школьный корпус №2
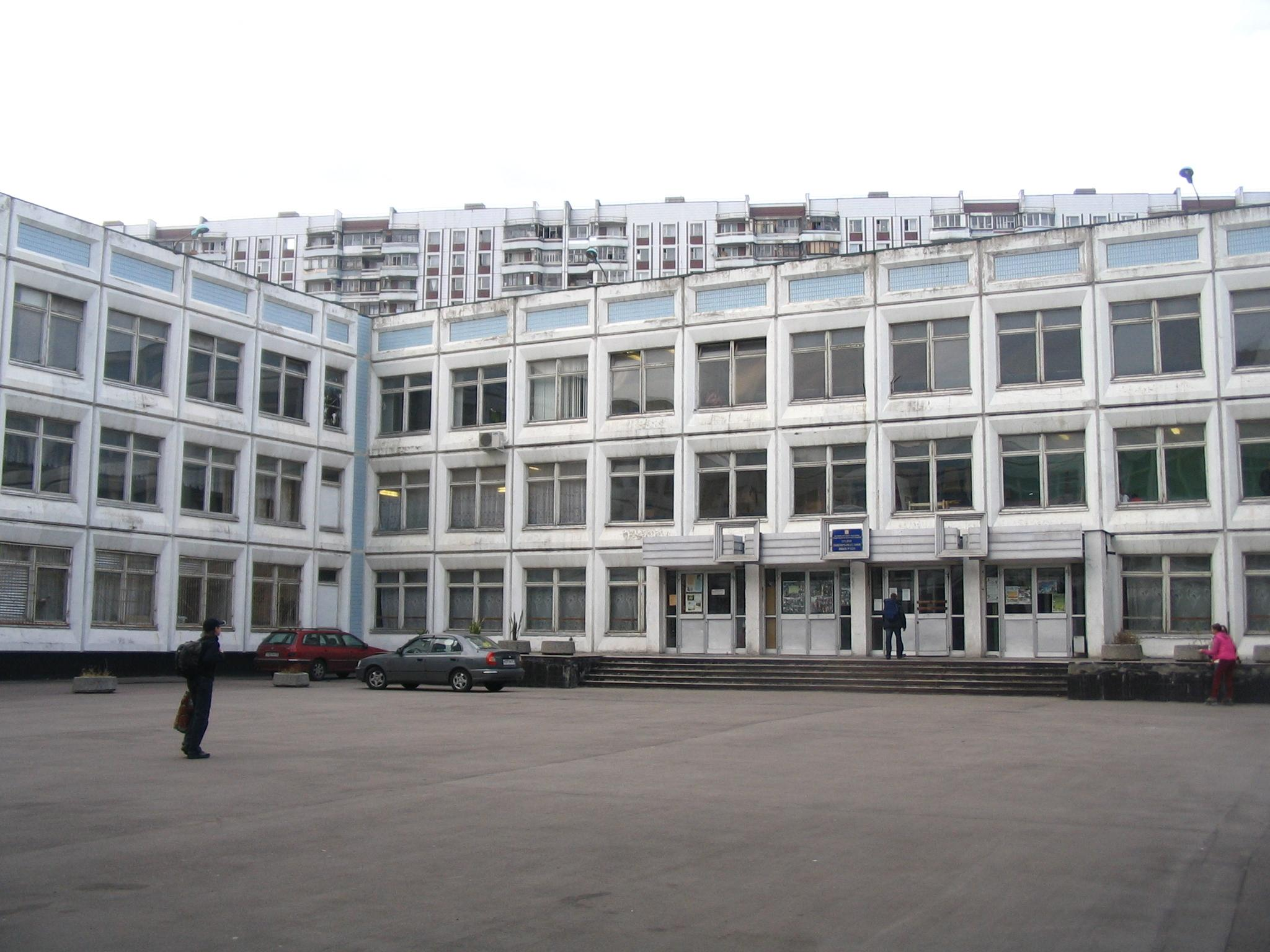
Школа № 1025
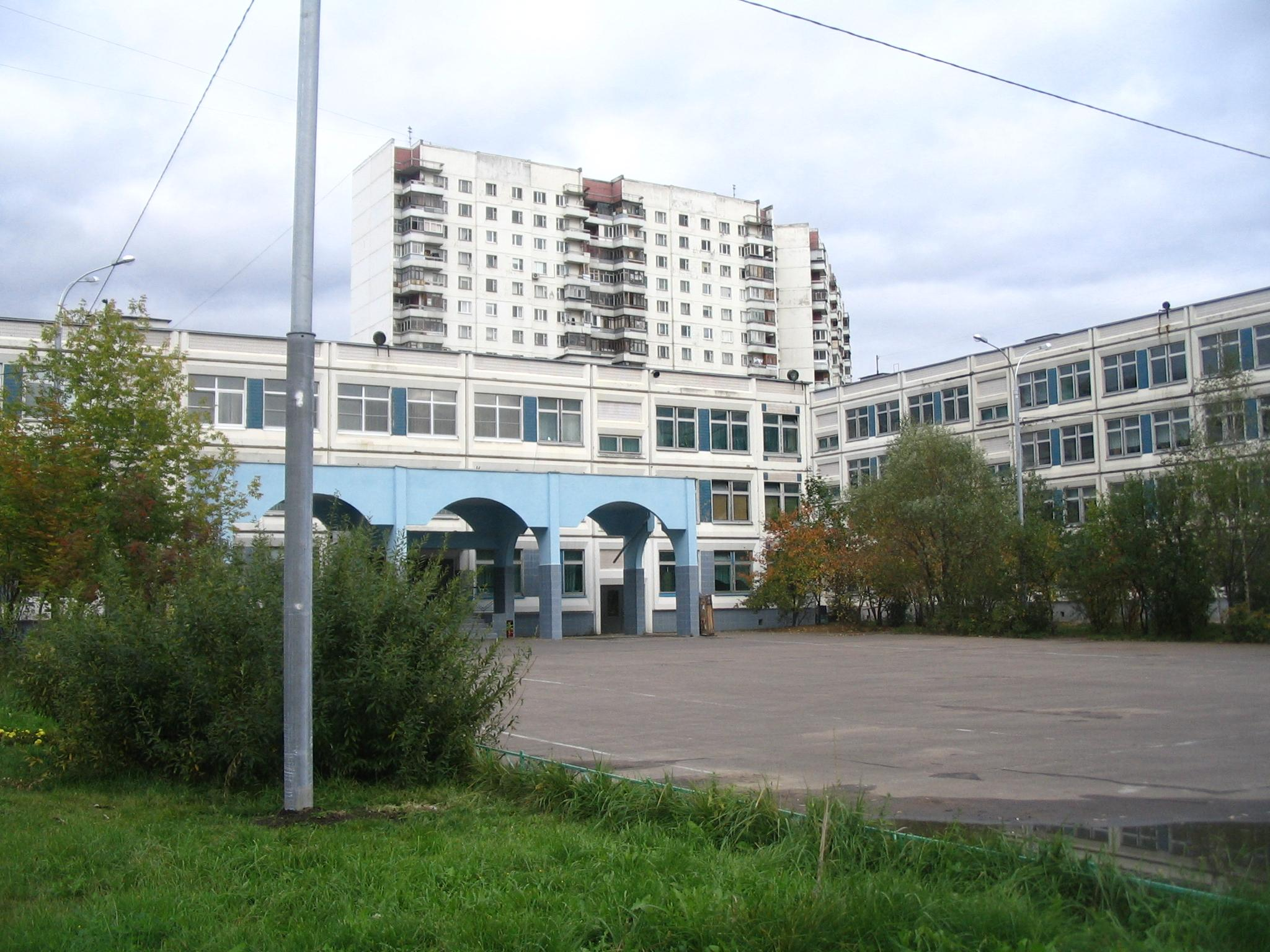
ГБОУ "Школа №2127", Школьный корпус №1
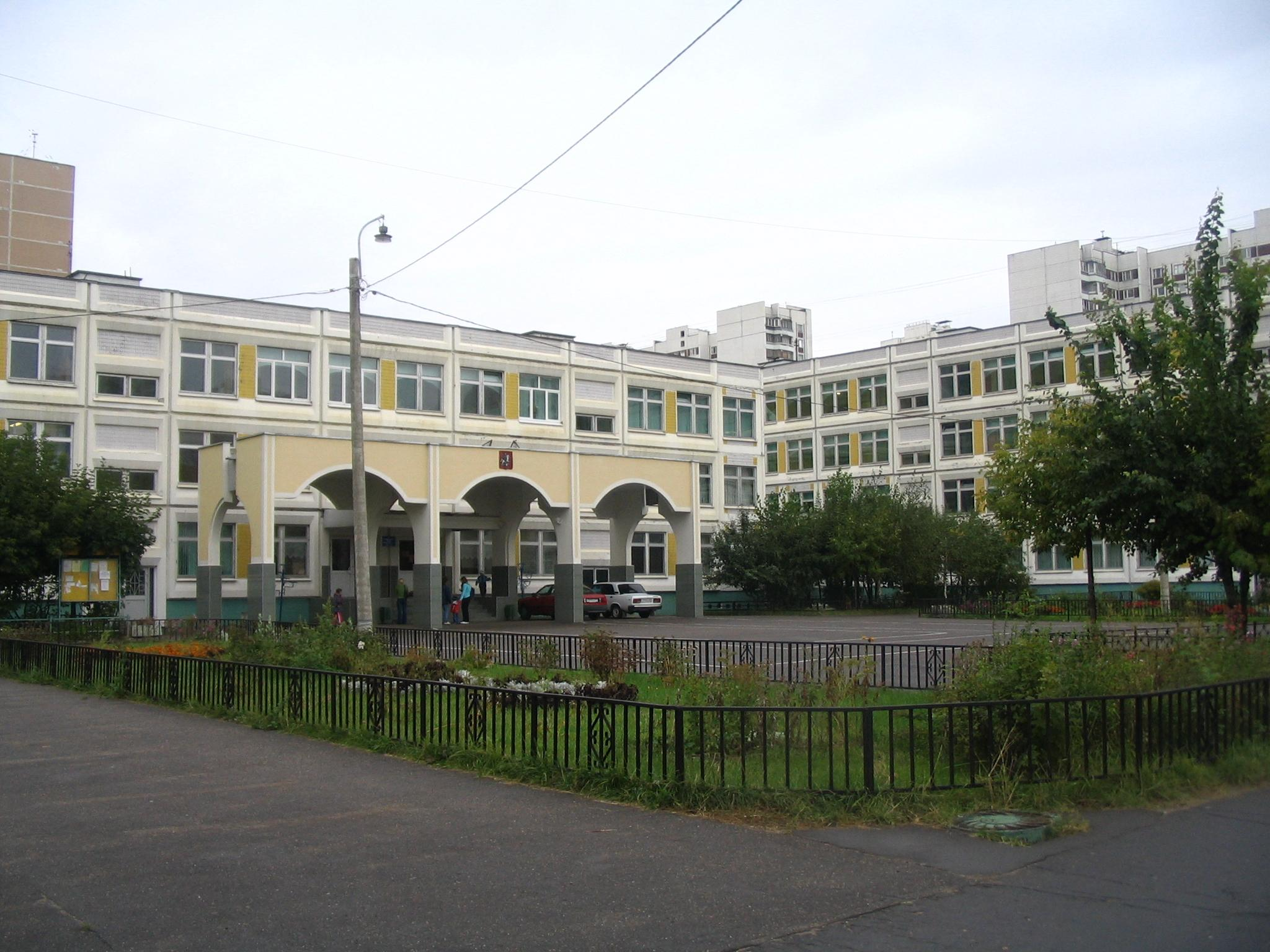
Школа № 1200 с углублённым изучением английского языка
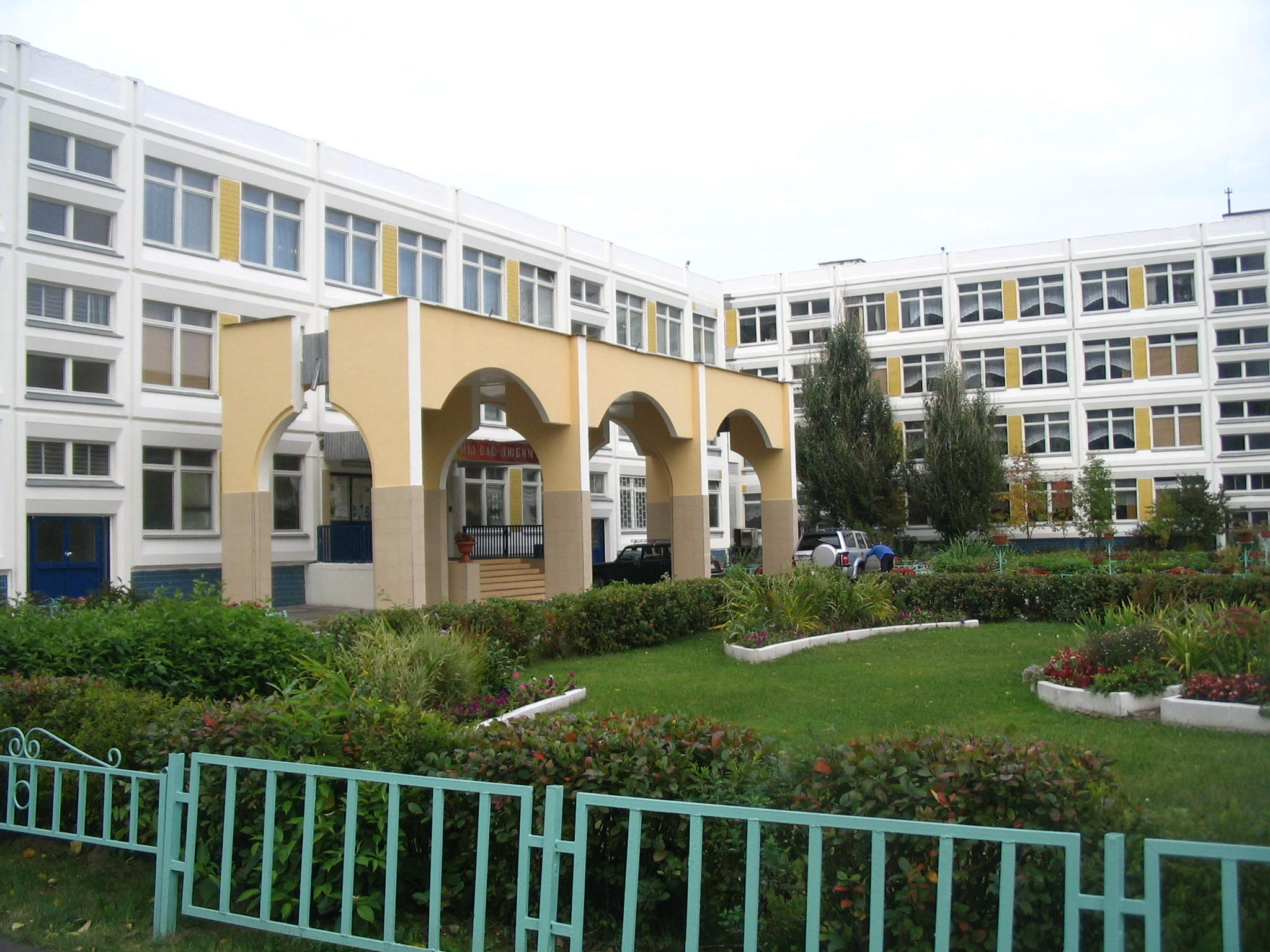
Гимназия № 1591
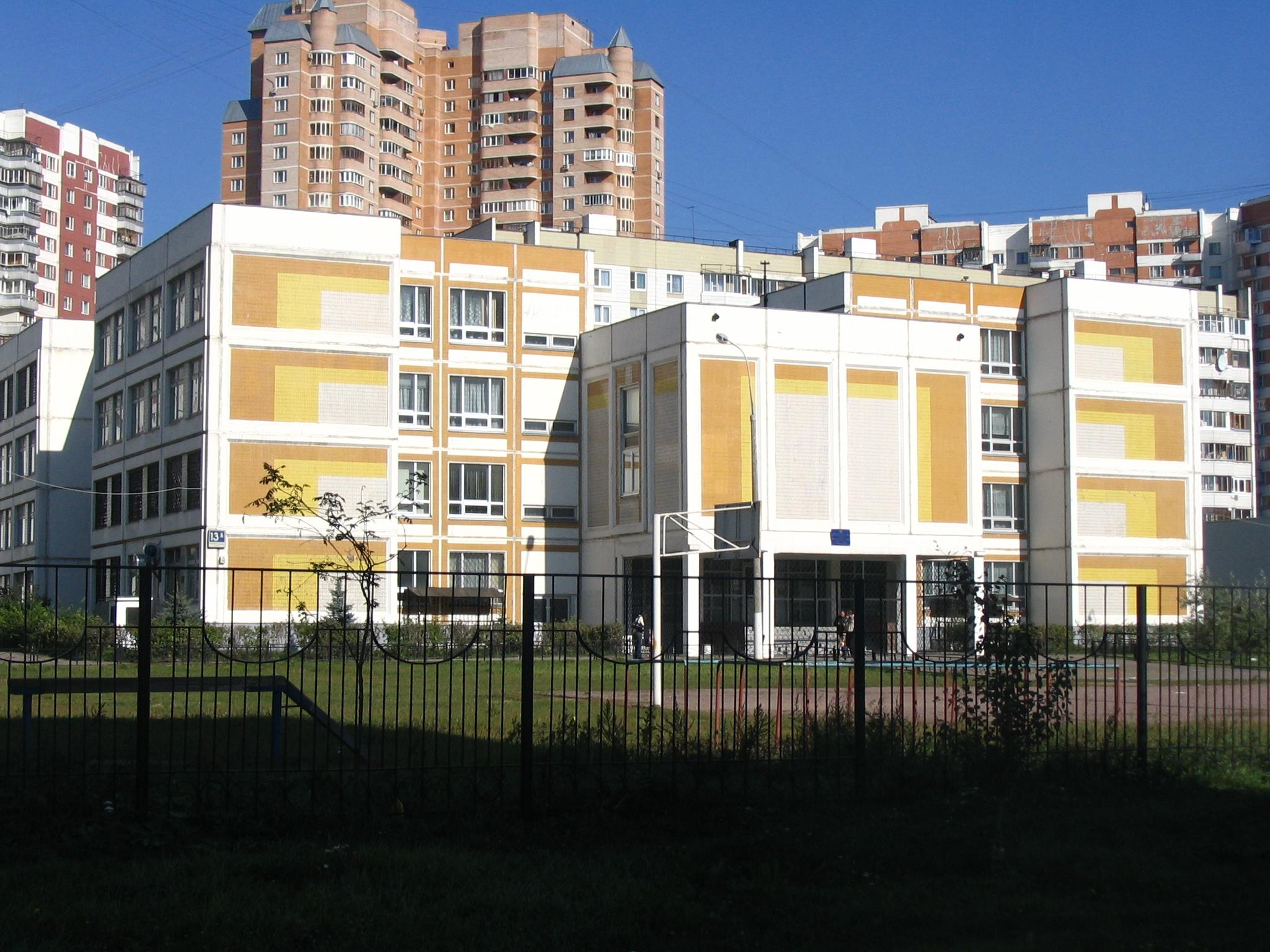
Школа № 1924
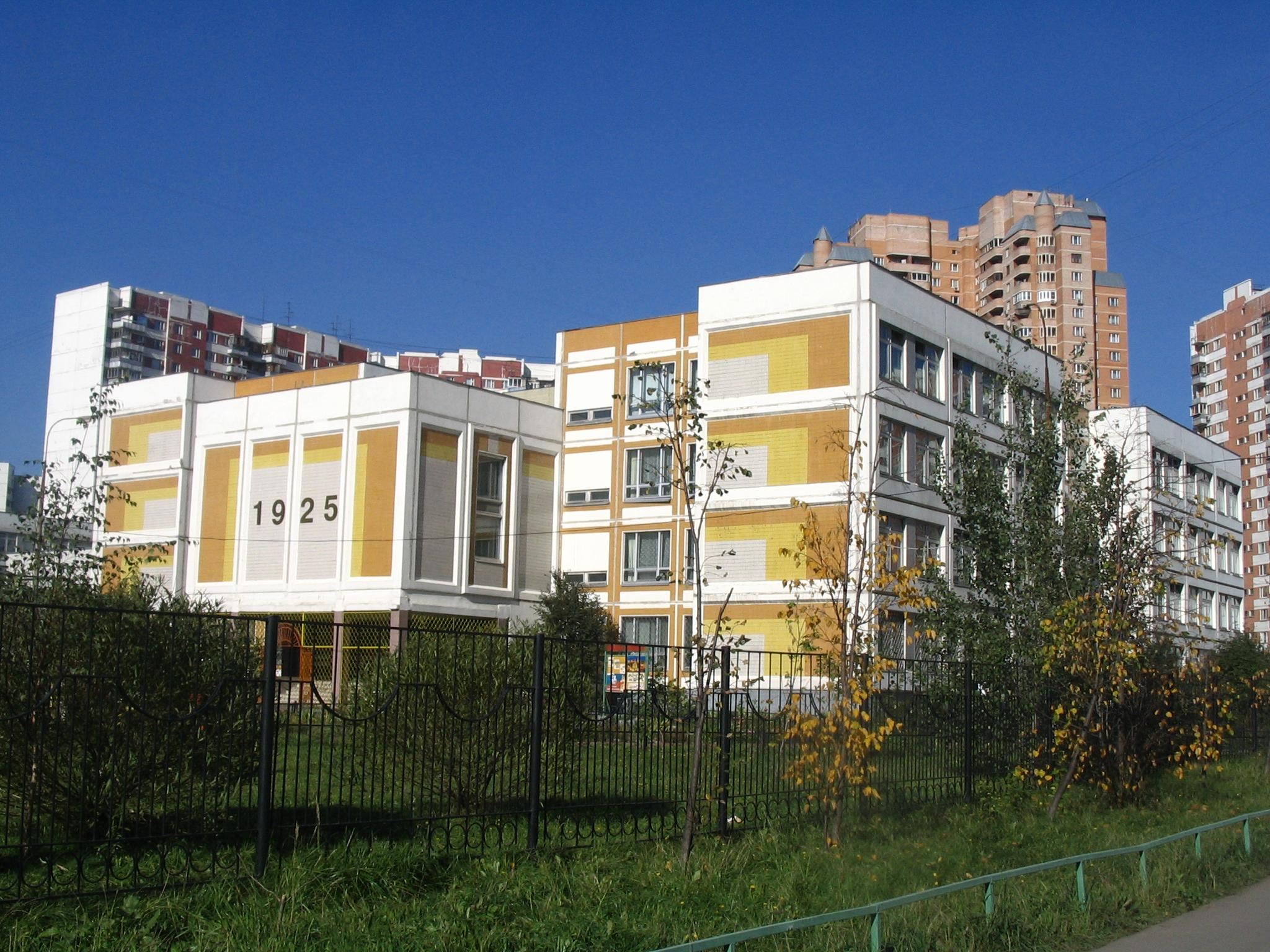
Центр образования № 1925
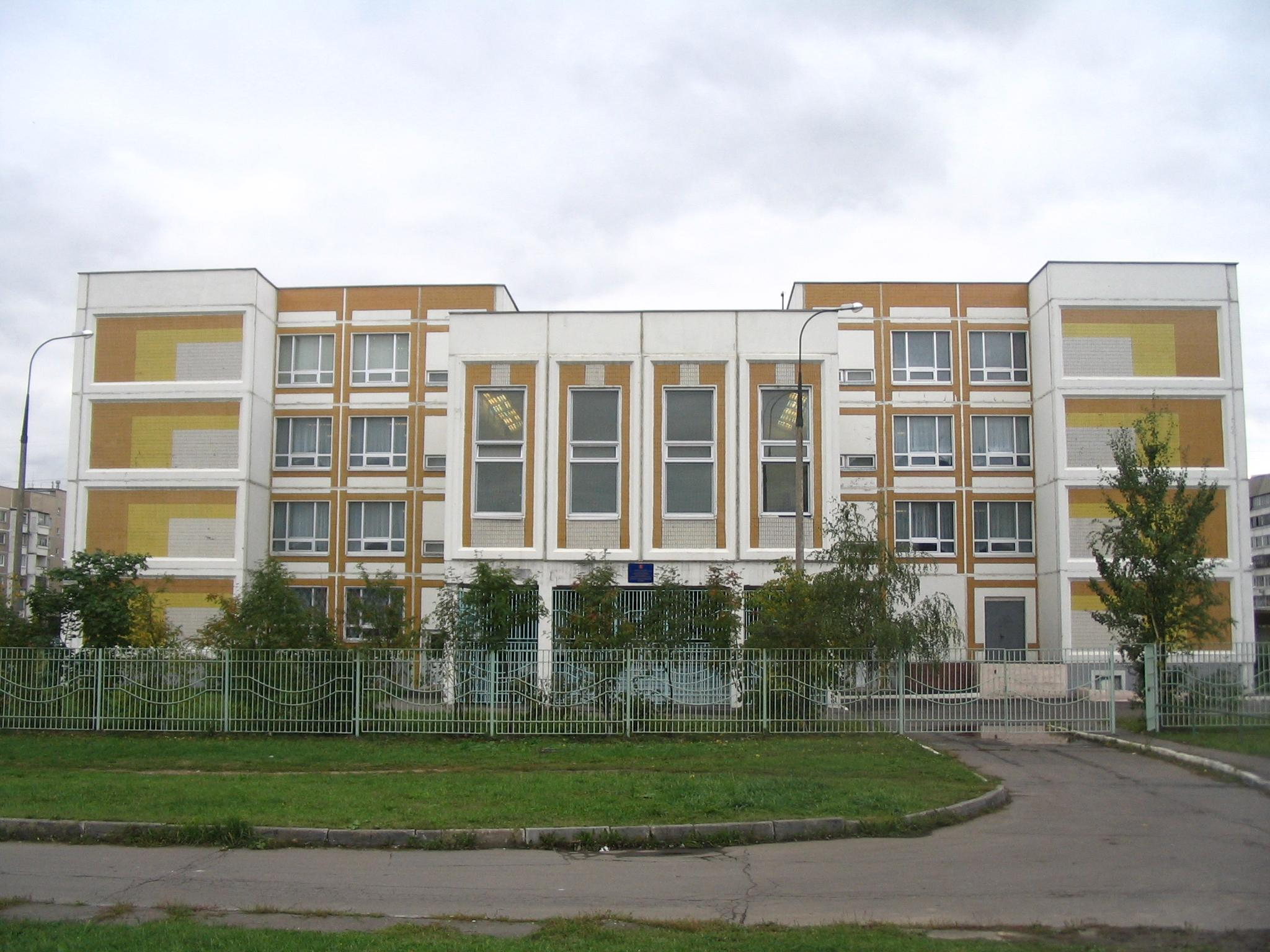
ГБОУ "Школа №2127", Школьный корпус №3
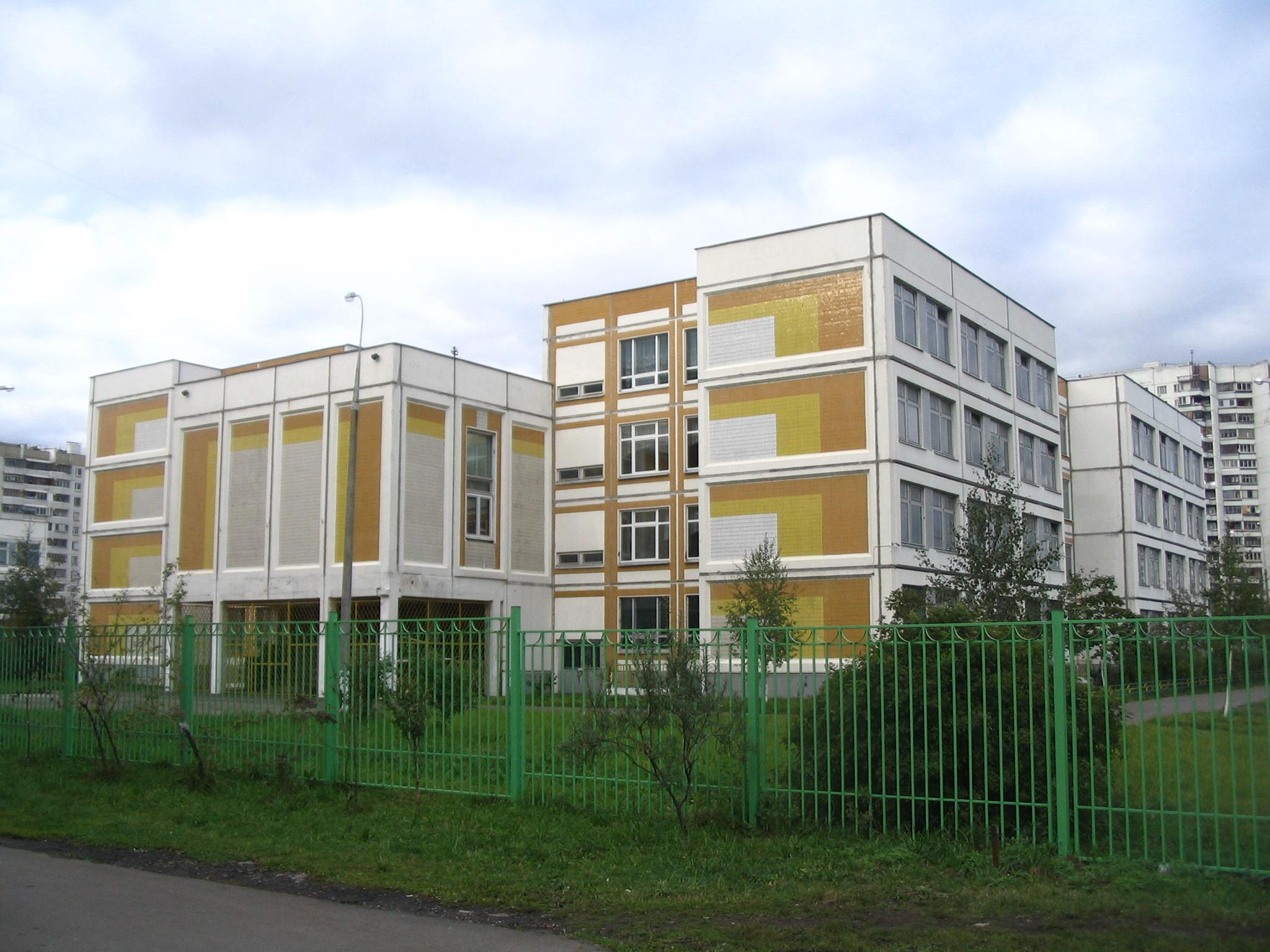
ГБОУ "Школа №2127", Школьный корпус №2

Музыкальное образование 

Детская музыкальная школа имени Йозефа Гайдна

«Детская музыкальная школа имени Йозефа Гайдна» была открыта в мае 1945 года, за несколько дней до окончания Великой Отечественной войны, при совхозе «Люберецкие поля орошения». На момент открытия. в школе обучалось 30 детей на двух отделениях — фортепиано и струнные — она называлась ДМШ при совхозе «Люберецкие поля орошения». Школой руководили Н. Ф. Худолей и А. А. Князев. За время существования школы в ней преподавали известные музыканты, такие как: В. Н. Владимиров, Г. М. Ситковецкий, Б. В. Калмыков, М. Л. Таривердиев, Д. Т. Баев, Г. С. Басин, Т. А. Зебряк, Н. Д. Баева.

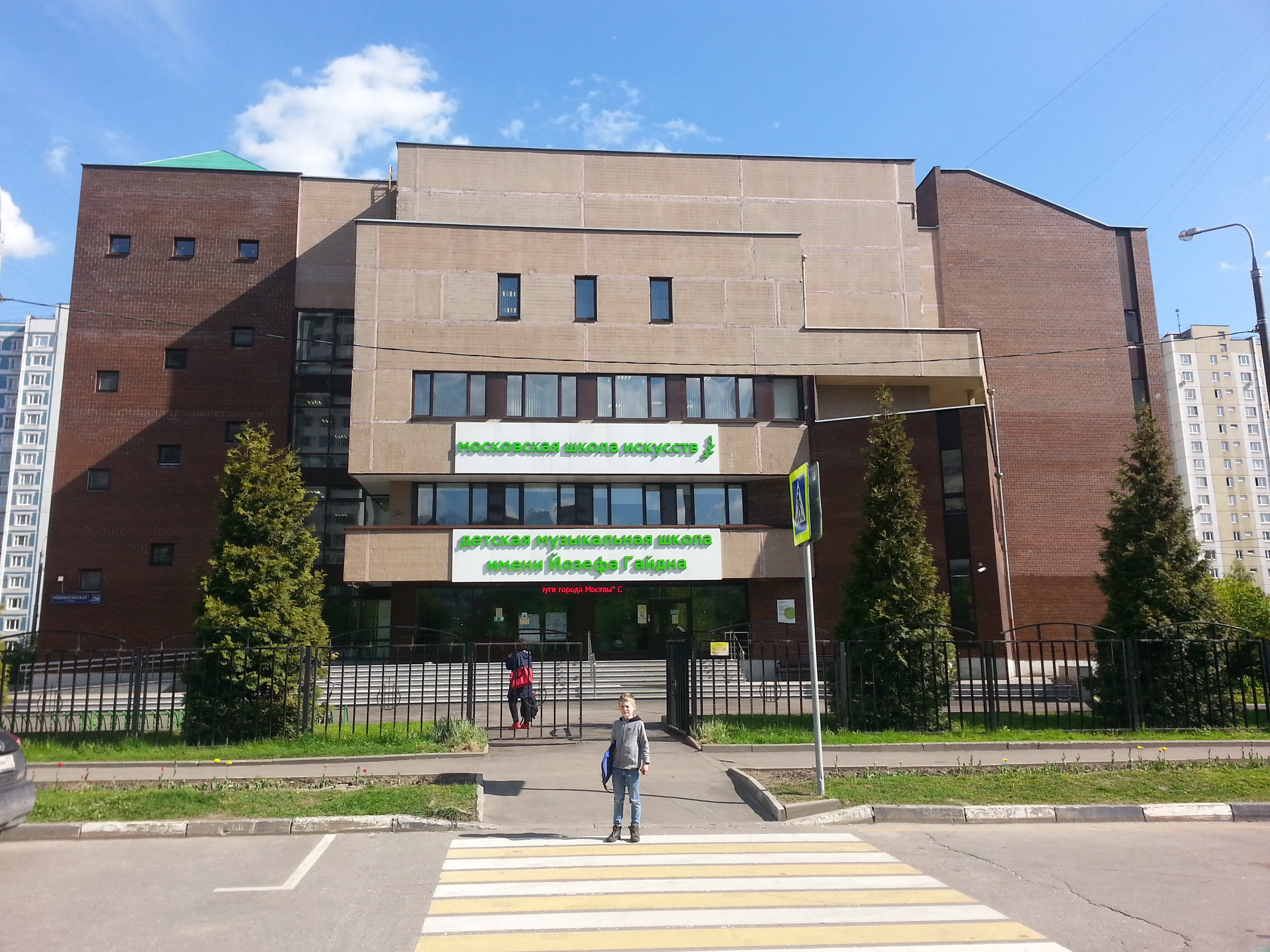
Детская музыкальная школа имени Йозефа Гайдна

В советское время школе были переданы здания церкви, где проводились реставрационные работы, длившиеся с 1978 до 1983 года; их итогом стало появление концертного зала. В 1991 году церковное имущество было возвращено. и встал вопрос о строительстве нового здания для школы в Новокосине.
Новое здание детской музыкальная школы имени Й. Гайдна было открыто 27 января 2001 года в районе Новокосино. На церемонии открытия присутствовали все члены Правительства города Москвы во главе с мэром Ю. М. Лужковым.
Своё почетное имя «Детская музыкальная школа им. Й. Гайдна» получила в 2004 году. В настоящее время руководителем школы является Заслуженный работник культуры РФ А. И. Комарова.
Детские сады 

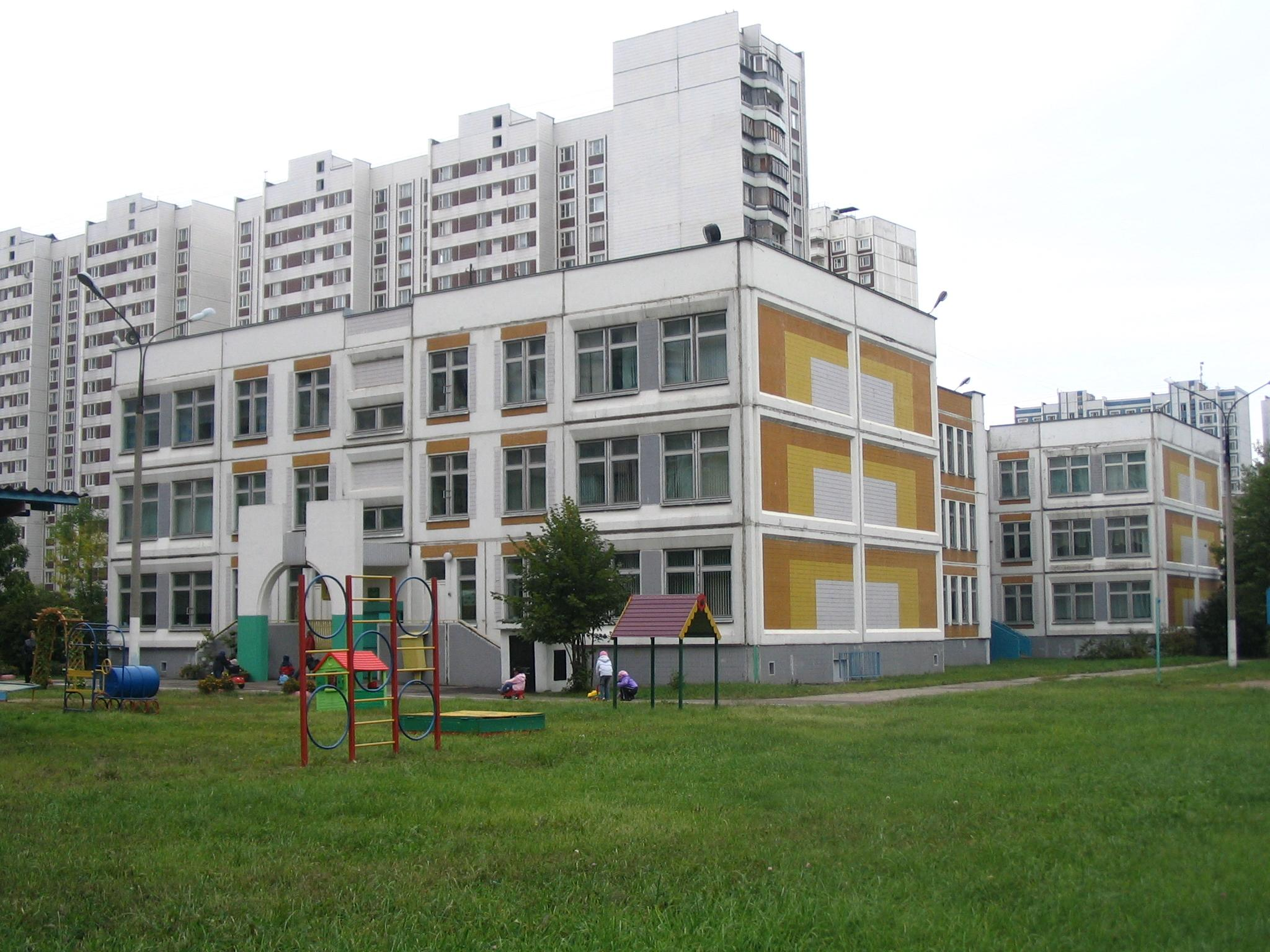
Детский сад №2053
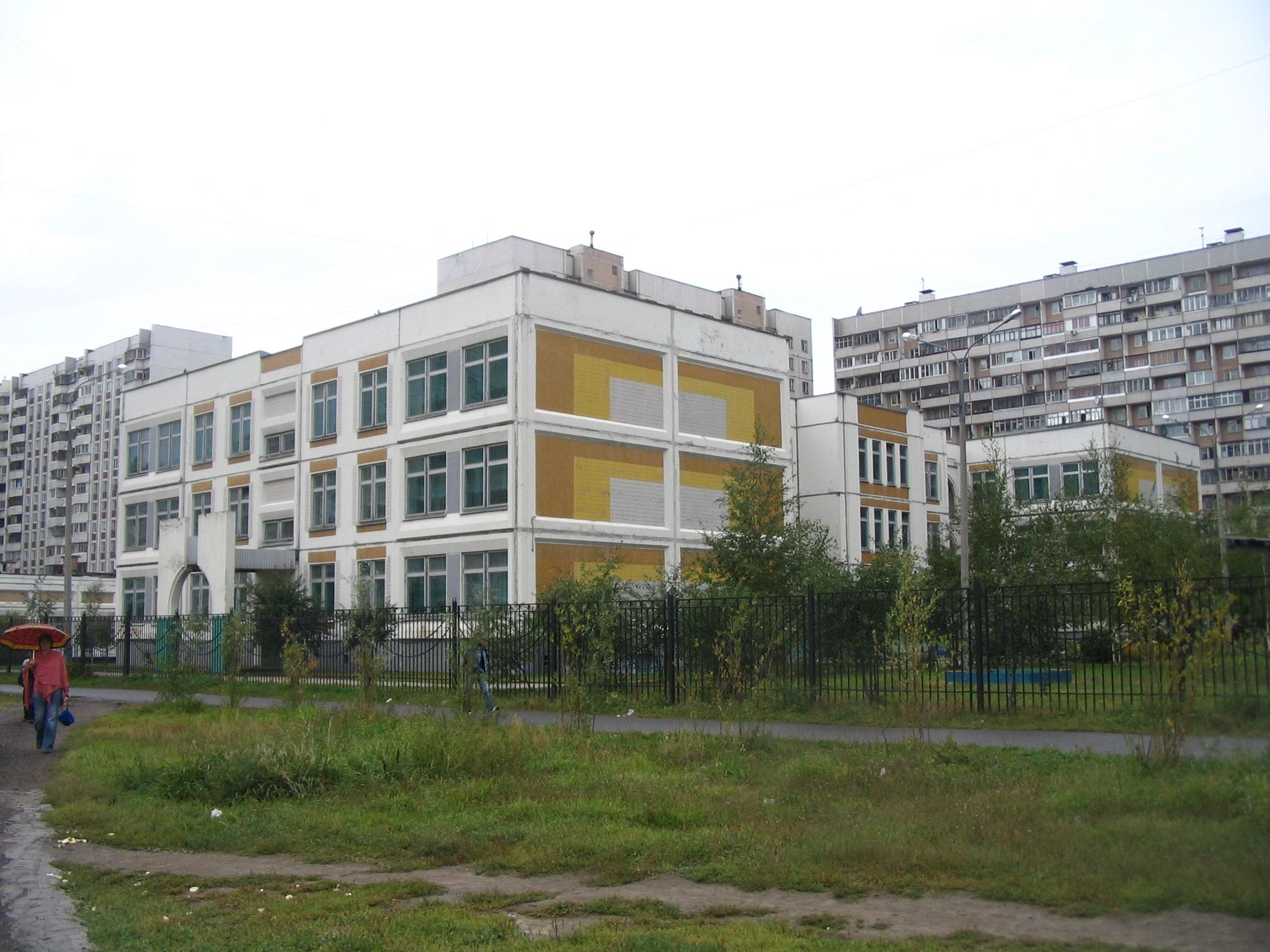
Детский сад №2092

## Спорт
- Спортивный комплекс «Надежда»: тхэквондо, бадминтон, художественная гимнастика, большой теннис.
- Спортивный комплекс «Олимп»: футбол.
- ДЮСШ «Снежные Барсы»: хоккей и фигурное катание
- ДЮСШОР «Трудовые резервы 2 отделение» — с 2015 года

## Библиотеки
В районе находятся три библиотеки, две из которых являются детскими.

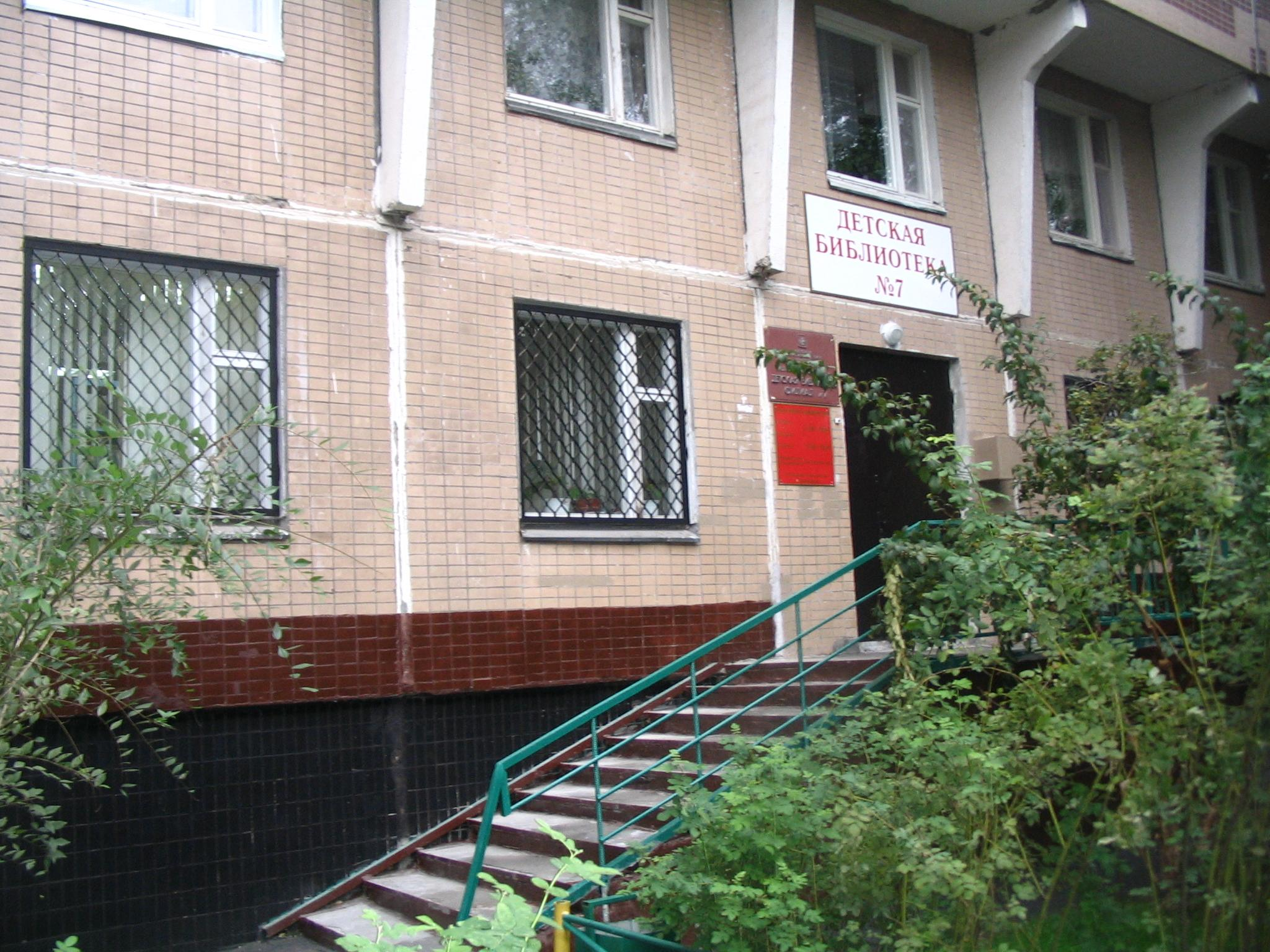
Детская библиотека №7
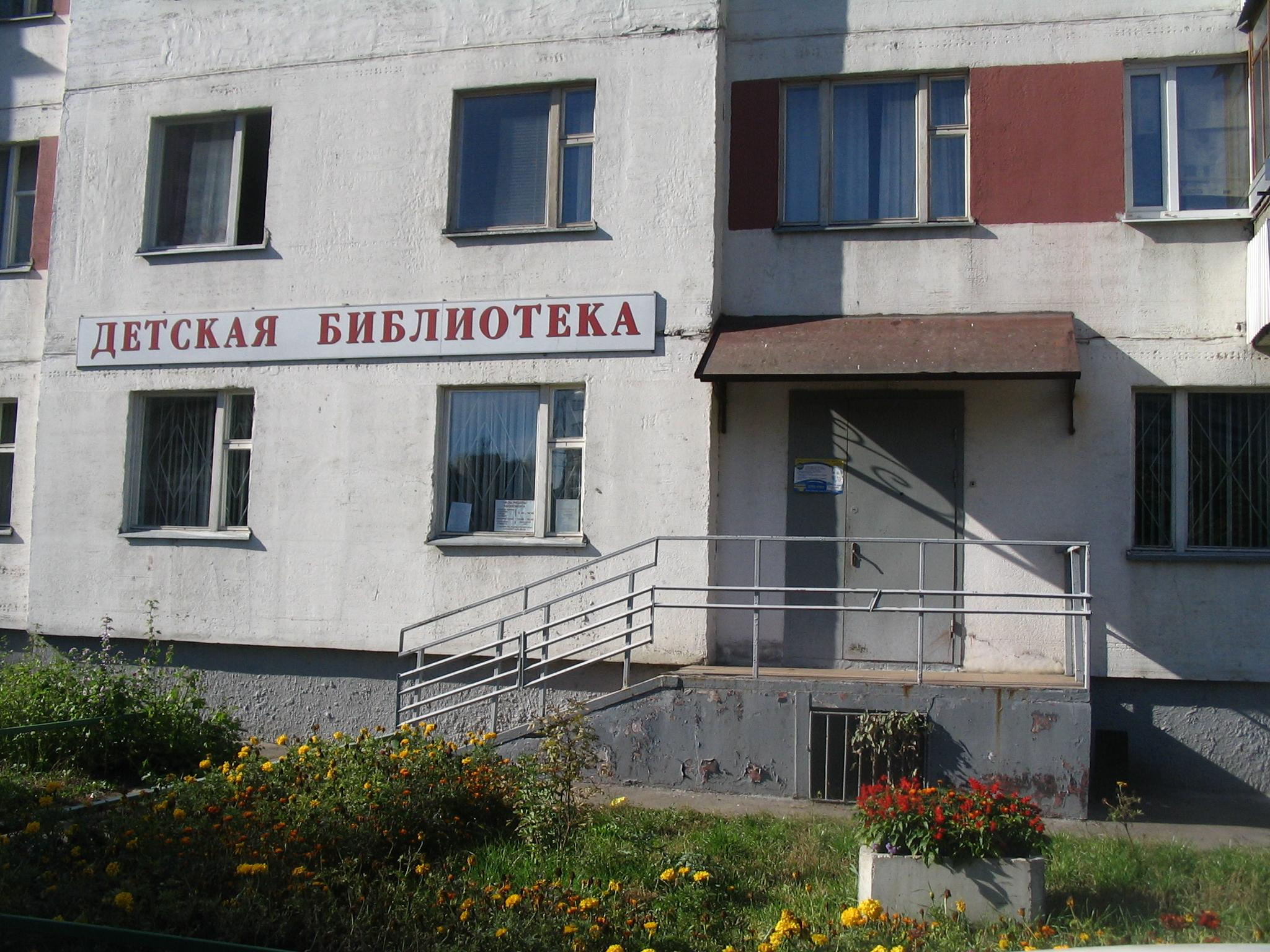
Детская библиотека №33 (книгохранилище)
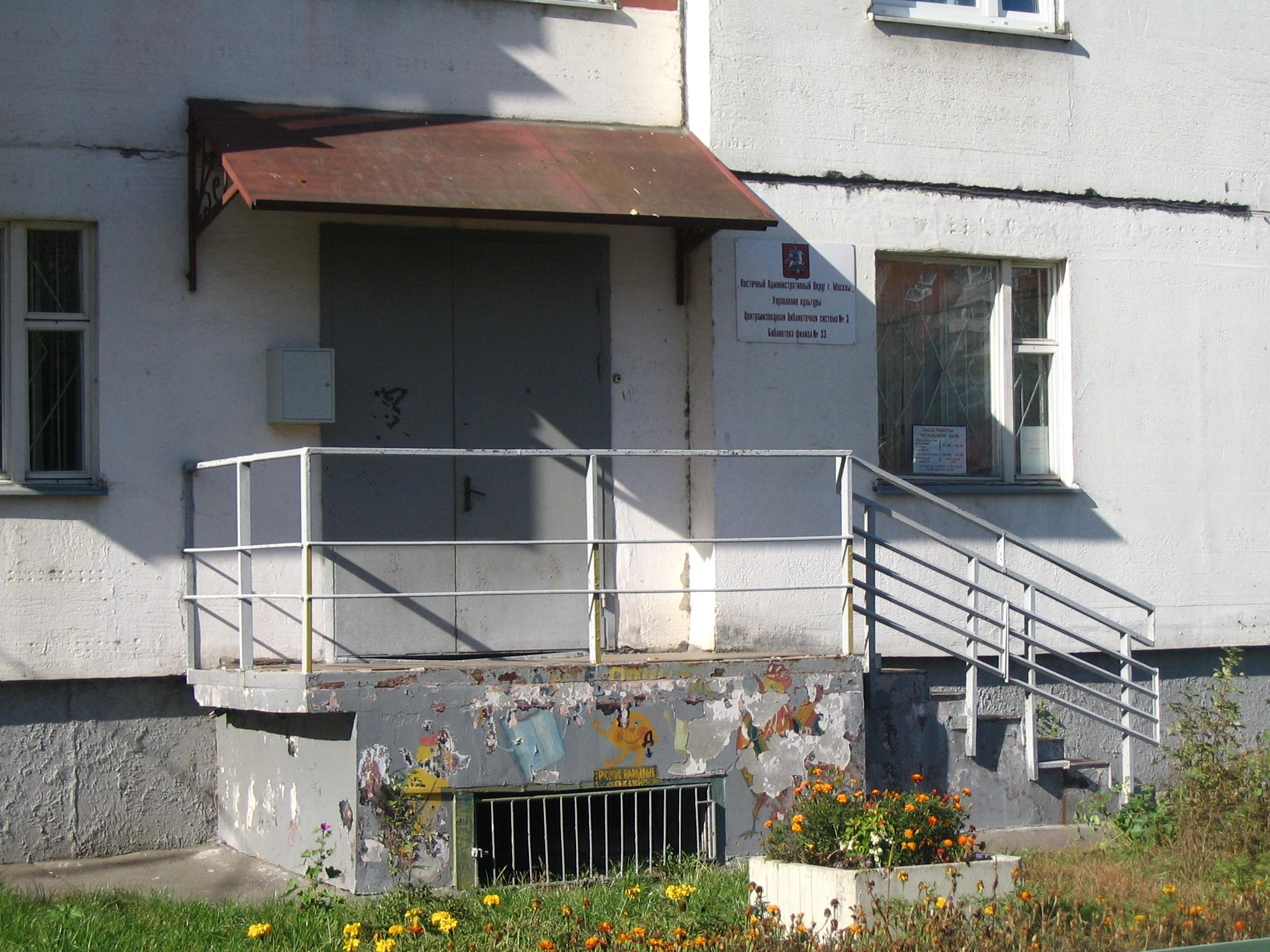
Детская библиотека №33 (читальный зал)
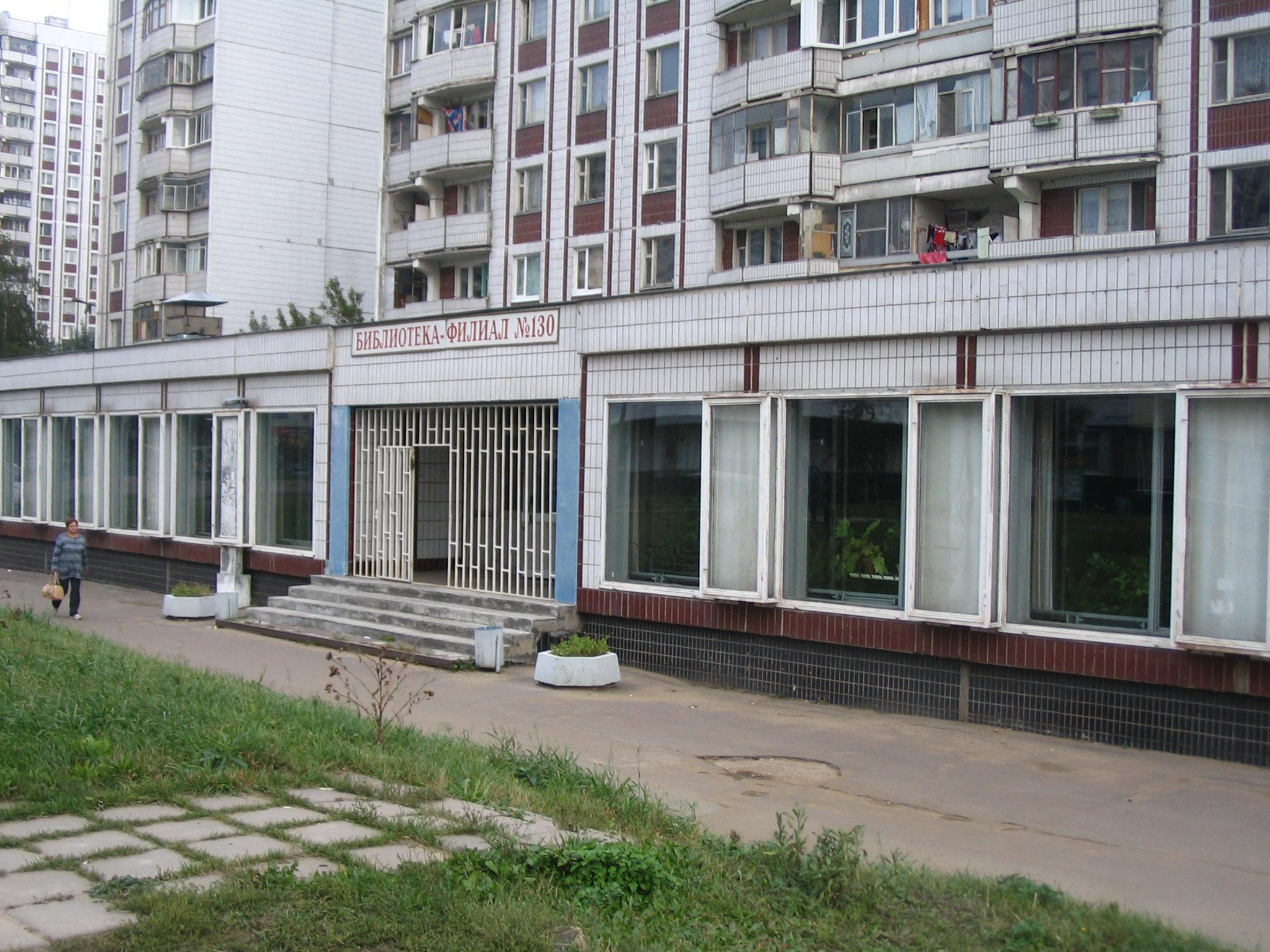
Библиотека №130

## Транспорт

### Метрополитен

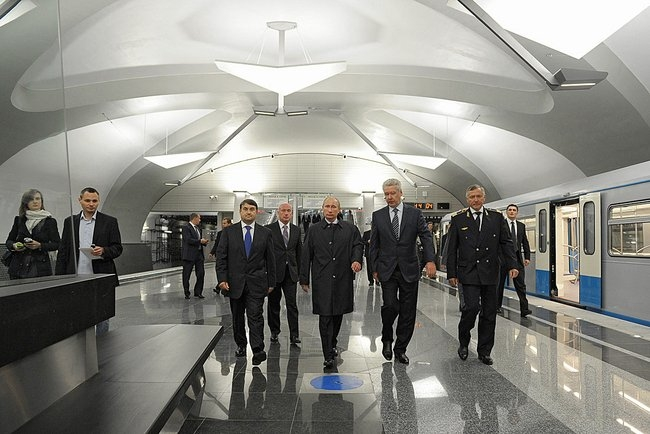
Президент РФ В. В. Путин, Мэр Москвы С. С. Собянин, представители Правительства Москвы и руководство метрополитена на открытии станции метро «Новокосино»

30 августа 2012 года в районе была открыта станция метро «Новокосино» Калининской линии. На церемонии открытия присутствовали президент России Владимир Путин, мэр Москвы Сергей Собянин и представители городской администрации.

### Автобусы
Район обслуживается:
- Филиалом «Восточный» ГУП «Мосгортранс»[83] и частными перевозчиками, работающими по единому тарифному меню г. Москвы:

- - 14: Станция Реутово (южн.) — Метро «Лухмановская»[83]
  - 21: 3 мкр. Новокосина — Метро «Новогиреево»[83]
  - 21к: 3 мкр. Новокосина — Метро «Новокосино»[83]
  - 79: Метро «Выхино» — Станция Реутово
  - 502: Метро «Выхино» — Метро «Новокосино»
  - С613: 3 мкр. Новокосина — Платформа Вешняки
  - 706: Метро «Выхино» — 2-й Московский крематорий
  - 706к: Метро «Выхино» — Новокосинская улица, 51
  - 723: 2-й Московский крематорий — Некрасовка
  - 760: Метро «Щёлковская» — 2-й Московский крематорий
  - 760к: Метро «Щёлковская» — МФЦ «Новокосино»
  - 773: Станция Реутово (южн.) — 9 мкр. Кожухова[83]
  - 792: Метро «Новокосино» — 9 мкр. Кожухова[83]
    - 885: 3-й мкр. Новокосина — 3-й квартал Люберецких полей

  - 674: 3-й микрорайон Новокосина — Метро «Партизанская»
  - 635: 3 мкр. Новокосина — Ивановское
  - н4: Новокосино — Метро «Китай-город» (ночной маршрут)

- ГУП «Мострансавто» (пригородные маршруты, городские билеты не действуют):
  - № 142: Станция Реутово (южн.) — Агрогородок
  - № 142а: Юбилейный проспект, 72 — Метро «Новокосино»[83]
  - № 1064: Станция Реутово (южн.) — Микрорайон «Красная Горка»
- Маршрутами пригородного сообщения, обслуживаемыми частными перевозчиками.

### Троллейбусы
С 19 ноября 2007 года троллейбусы, следовавшие из Новокосинского троллейбусного парка в Ивановское и обратно, останавливались для посадки и высадки пассажиров на всех попутных автобусных остановках. В настоящее время движение троллейбусов в Москве прекращёно.
С 3 декабря 2016 года по 27 марта 2020 года работал троллейбусный маршрут № 75 «Новокосино — Ивановское», который после был заменён на автобусный маршрут т75.

## Официальные символы
Описание герба района Новокосино:

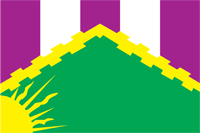
Флаг Новокосина

Щит пересечён зубчатым золотым стропилом, делящим его на верхнее и нижнее поле. Верхнее пурпурное поле пересечено двумя переменными вертикальными полосами (столпами) серебряного цвета. В нижнем зелёном поле в геральдически правом углу — восходящее золотое солнце. Щит окаймлён снизу золотой лентой с чёрными литерами «НОВОКОСИНО».
Объяснение символики:
Столпы и стропило — основные геральдические фигуры, символизирующие укрепление государственности. Зубчатое стропило символизирует район новостройки, выросший на бывших картофельных полях. Упоминание об этих землях относится к XVII веку, так как здесь была вотчина царя Алексея Михайловича Романова — отца Петра I. Сочетание цветов в верхнем поле щита — пурпур и серебро — указывает на картофель в период его цветения. Зелёное поле — символ надежды и изобилия. Восходящее солнце указывает на нахождение района в восточной части города Москвы.

## Галерея

Фестивальная площадка
Статуи на Фестивальной площадке
Внутренний двор Фестивальной площадки
Новокосинский пруд
Новокосинский пруд, вид с набережной
Новокосинский пруд, вид на мощеную площадку со скамьями
Салтыковский пруд в Новокосинском парке
Салтыковский пруд, вид на всю акваторию
Музыкальная школа 1945 года основания
Храм всех Святых в земле Российской просиявших в Новокосине
Новокосинским прудом
Вид на весь комплекс сооружений церкви
Новокосинский парк, площадка для отдыха на набережной Салтыковского пруда
Лес Новокосинского парка и отдыхающие
Детская площадка в Новокосинском парке